# Сорабджи, Кайхосру
Ка́йхосру Ша́пурджи Сора́бджи (англ. Kaikhosru Shapurji Sorabji (иногда Shapurjee Sorabjee), имя при рождении — Леон Дадли Сорабджи, англ. Leon Dudley Sorabji; 14 августа 1892, Эппинг, Эссекс — 15 октября 1988, Уинфрит-Ньюбург) — британский композитор, пианист, музыкальный критик и писатель. Один из самых выдающихся фортепианных композиторов 20-го века. Наиболее известен своими семью «Симфониями для фортепиано соло», четырьмя токкатами, 100 трансцендентными этюдами, шестью фортепианными сонатами и произведениями «Sequentia cyclica», «Opus clavicembalisticum» (какое-то время считавшимся самым длинным фортепианным произведением в истории) и «Гулистан».

## Биография

### Ранние годы

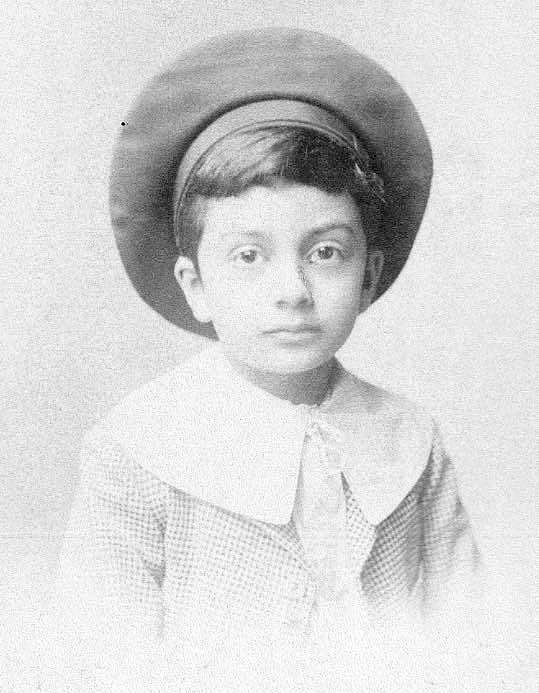
Юный Кайхосру Сорабджи

Сорабджи родился в Чингфорде (ныне часть Лондона) 14 августа 1892 года. Его отец, Шапурджи Сорабджи (урождённый Шапурджи Хормуси Шрофф; 18 августа 1863 — 7 июля 1932) родился в Бомбее (Индия) в семье инженеров-строителей и, как и многие его земляки, был промышленником и бизнесменом. Мать Сорабджи, Мадлен Матильда Уорти (13 августа 1866 — 5 мая 1959), была англичанкой и родилась в Камберуэлле. По некоторым данным, она была певицей, пианисткой и органисткой (однако в настоящее время нет достоверных доказательств, полностью подтверждающих этот факт). Шапурджи и Матильда поженились 18 февраля 1892 года, и Леон Дадли Сорабджи был их единственным ребёнком.
После первых уроков композиции Сорабджи стал самоучкой. Вначале его привлекала модернистская эстетика, однако позднее он отказался от влияния значительной части устоявшегося современного репертуара, вместо этого опираясь на творчество множества композиторов-импрессионистов. Разнообразное влияние музыки Бузони, Дебюсси и Шимановского привело к созданию индивидуального музыкального языка, сочетающего в себе такие взаимоисключающие друг друга черты, как, например, барочная структура сочинения и применение новаторских и эксцентричных композиционных приёмов. Пьесы Сорабджи характеризуются, в первую очередь, частым использованием полиритмов, взаимодействием тональных и атональных элементов, богатыми орнаментами и ― в некоторых случаях ― контрапунктическим складом. Также в его произведениях зачастую сосуществуют контрастные формы музыки (в основном атематические). В период с 1914 по 1984 год он создал более 100 композиций ― от так называемых «афористических фрагментов», длящихся несколько секунд, до масштабных опусов, исполнение которых занимает несколько часов. Среди них есть оркестровые, камерные и органные пьесы, однако основным средством выражения мыслей композитора было фортепиано. Сейчас Сорабджи сравнивают со многими композиторами-пианистами, которыми он в своё время восхищался, включая Шопена, Листа и Алькана. Особенности его музыки, не самый гармоничный язык и сложные ритмы предшествовали тенденциям середины XX века и более поздним композициям. Его музыка оставалась в основном неизвестной до начала 2000-х годов, но с тех пор интерес к ней существенно вырос.
Мало что известно о ранних годах жизни и о музыкальных начинаниях Сорабджи. Сообщается, что он начал учиться игре на фортепиано у своей матери, когда ему исполнилось восемь лет, а позже мальчику стала помогать (но не давать уроки) Эмили Эдрофф-Смит, подруга его матери. Сорабджи посещал школу, в которой обучалось около двадцати мальчиков и в которой, помимо общеобразовательной программы, ему давали уроки музыки по классу фортепиано, органа и гармонии; также учебный план предусматривал курсы по немецкому и итальянскому языкам. С начала 1910-х до 1916 года он изучал музыку у пианиста и композитора Чарльза А. Трю (1854—1929). Мать Сорабджи также подогревала интерес своего сына к музыке, периодически водя его на различные концерты.
В юности с Сорабджи плохо обращались его одноклассники и его наставник, который стремился сделать из него английского джентльмена, делал уничижительные комментарии об Индии и бил его по голове большой книгой, которая давала ему сильные головные боли. Из-за этого Сорабджи возненавидел англичан и не любил, когда его называли англичанином. Он описывал их как злых по отношению к иностранцам. Он вспоминал, как в 1914 году толпа с битами и большими камнями преследовала его и «наполовину убила». В частности, он не любил Лондон: он называл его «Международной свалкой человеческого мусора» и «Спивополисом» (отсылка к собирательному английскому термину spiv, означающему фарцовщиков). В 1950-х годах он признал, что был слишком резок в своих оценках англичан, ведь многие из его близких друзей (Холлидей, Хинтон, Ньюман) были англичанами.
Во время Первой мировой войны Сорабджи и его мать планировали переехать во Францию или Италию, чего так и не произошло. За исключением двух поездок в Индию, он никогда не покидал Европу. Италию он посетил по крайней мере восемь раз, иногда в течение довольно длительных периодов времени. Сорабджи также хорошо относился и ко французской культуре.
Около 60% его известных работ имеют названия на латинском, итальянском и других иностранных языках.

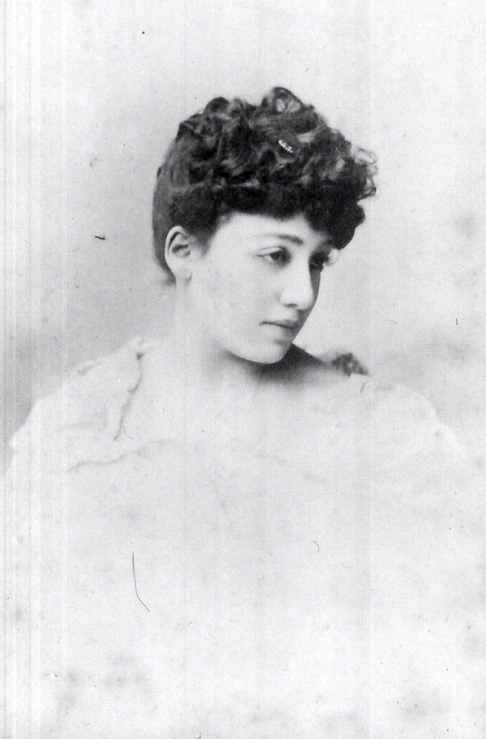
Мадлен Матильда Уорти, мать Сорабджи
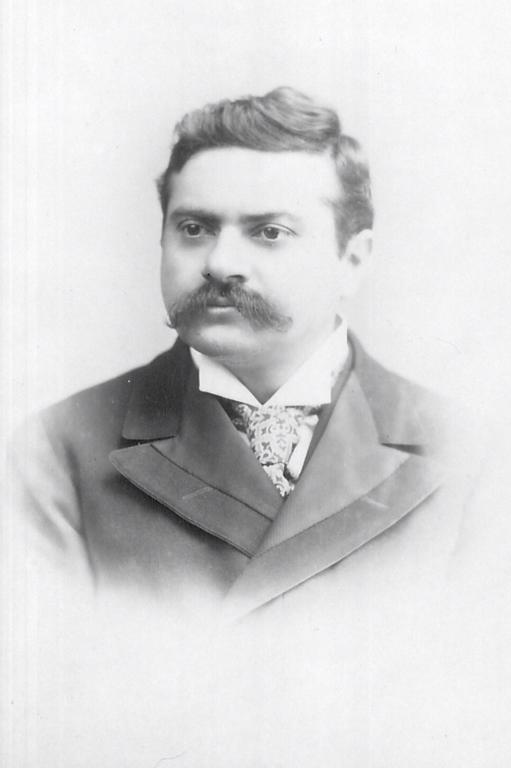
Шапурджи Сорабджи, отец Сорабджи

### Вход в мир музыки (1913—1936)

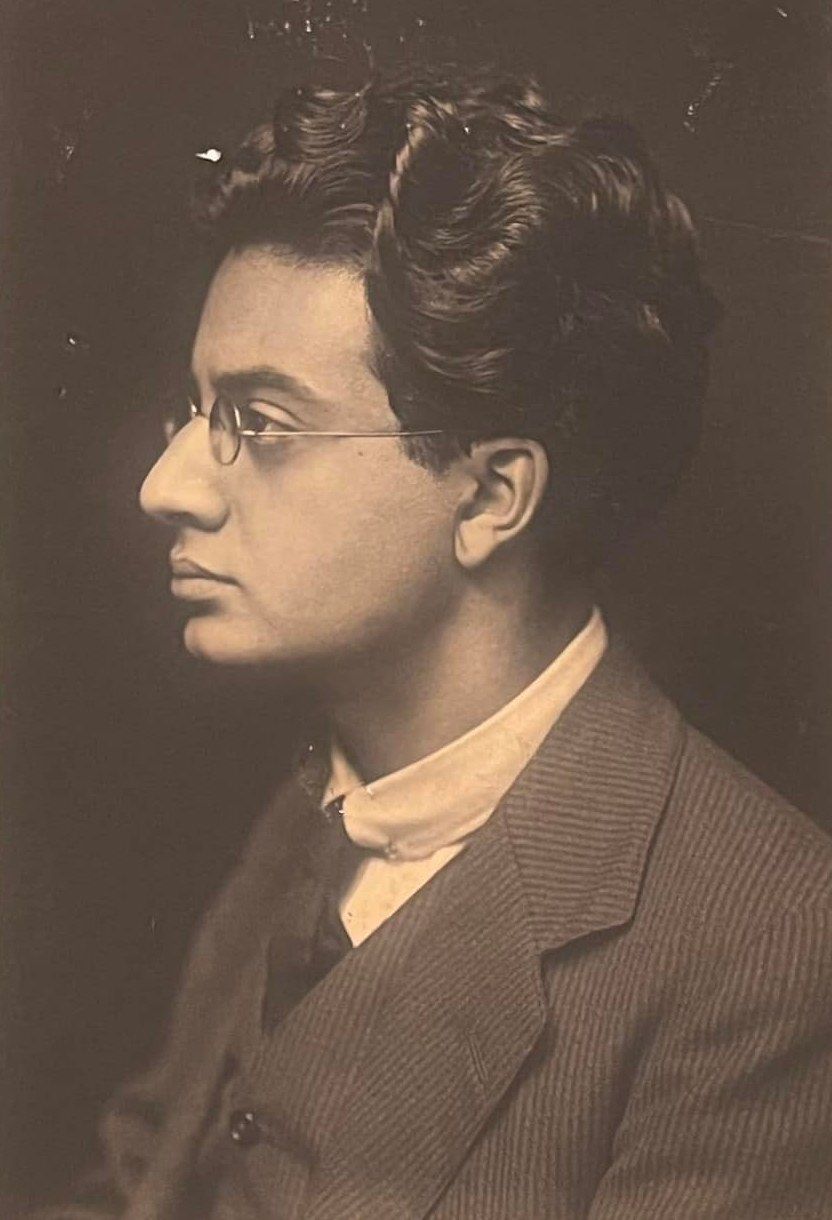
Сорабджи в 1917 году

Первое музыкальное вдохновение Сорабджи исходит из его дружбы с композитором и критиком Питером Уорлоком (также известным как Филип Хезелтин), которая началась в 1913 году. Уорлок заставил Сорабджи стать музыкальным критиком и сосредоточиться на занятии композицией. Сорабджи, который получил аттестат зрелости и собирался поступить в Лондонский университет, решил сочинять музыку в частном порядке. Он начал поздно, так как не сочинял музыку до 22 лет (первоначально он был вокалистом). Сорабджи активно выдвигал на публику свои первые сочинения. В конце 1919 года Уорлок прислал музыкальному критику Эрнесту Ньюману несколько партитур Сорабджи, в том числе его Первую сонату для фортепиано. Ньюман не обратил на них внимания, и в ноябре того же года Сорабджи в частном порядке встретился с Ферруччо Бузони и сыграл ему свои пьесы. Бузони выразил большие сомнения по поводу работы, но дал ему письмо, которое помогло Сорабджи опубликовать её. Позже Сорабджи подумал, что Ньюман отказался смотреть его работы, на что критик ответил, описав обстоятельства, которые помешали ему просмотреть партитуры и встретиться с Сорабджи лично. Уорлок публично обвинил Ньюмана в жестоком обращении с начинающим композитором и упрямстве, и вопрос был решён только после того, как журнал Musical Opinion воспроизвёл переписку между Ньюманом и Сорабджи.
В юности Сорабджи проявлял большой интерес к последним достижениям в области музыкального искусства — к творчеству Шёнберга, Скрябина, Малера и Дебюсси, в то время как в Англии им уделялось мало внимания. Этот интерес, наряду с его этнической принадлежностью, укрепил его репутацию «непохожести на других». Ранние издания его сочинений были опубликованы при финансовой помощи его отца, и их стиль, а также длина и техническая сложность озадачили критиков и публику. Большинство критиков не оценили музыку Сорабджи, но нашлись те музыканты, которые восприняли её положительно: это Фредерик Делиус (он услышал в 1930 году радиопередачу, в которой Сорабджи играл своё собственное произведение Le jardin parfumé (Благоуханный сад) — поэму для фортепиано соло, и отправил Сорабджи письмо восхищения, в котором отметил «настоящую чувственную красоту музыки»); французский пианист Альфред Корто (проявил интерес к стилю исполнения фортепианных концертов Сорабджи); и Альбан Берг (тоже проявил интерес к его работам).
Сорабджи присоединился к сообществу парсов в 1913 или 1914 году, посетив церемонию Навджот (вероятно, проводившуюся в его доме священником), и сменил имя с Леона Дадли на Кайхосру Шапурджи (он признавался, что не любит зверски звучащие английские имена).
Сорабджи впервые публично исполнил свою музыку в 1920 году и в течение следующего десятилетия также исполнял свои произведения в Великобритании и за рубежом. В середине 1920-х он подружился с шотландским композитором Эриком Чизхолмом, это привело к наиболее плодотворному периоду его карьеры пианиста. Сорабджи присоединился к сообществу, организованному Чизхолмом (по распространению современной музыки), вскоре после его создания и встретился с ним в Глазго. Там 1 апреля 1930 года он сыграл свою фортепианную сонату № 4. В концертах сообщества Чизхолма участвовали многие выдающиеся композиторы и музыканты, в том числе Пауль Хиндемит, Николай Метнер, Альфредо Казелла и Бела Барток. Несмотря на заявления Сорабджи о том, что он «просто играет на пианино», его приглашали выступать в различные радиопередачи. Он приезжал в Глазго четыре раза и во время последнего визита сыграл там свои самые длинные произведения: в дополнение к Четвёртой сонате (исполнение которой не спонсировалось сообществом Чизхолма) он впервые исполнил Opus clavicembalisticum (1930 г.) и Toccata seconda (1936 г.); а в 1931 г. он исполнил свой ноктюрн «Джами» (Jāmī).

### Запрет и изоляция: годы уединения

#### Взлёты и падения в жизни и в музыке (1936—1949)
10 марта 1936 года в Лондоне пианист Джон Тобин провёл концерт, в котором сыграл некоторые части сочинения Сорабджи «Opus clavicembalisticum». Представление длилось 90 минут — вдвое дольше, чем следовало. Сорабджи ушёл с концерта до того, как он закончился, и позже отрицал тот факт, что присутствовал, оплатил и поддержал это представление. Ведущие критики и композиторы посетили этот концерт и написали негативную критику в прессе, что стало серьёзным ударом для Сорабджи. Сорабджи сказал, что он больше не заинтересован в исполнении своих произведений (в последний раз он выступил на публике 16 декабря 1936 года в Глазго, где представил свою Вторую токкату). К исполнению своих сочинений другими музыкантами он стал относиться критически. Кайхосру ушёл со сцены на всю оставшуюся жизнь, и в течение следующего десятилетия делал замечания, выражающие несогласие с распространением своей музыки.
Хотя ограничения, наложенные Сорабджи на исполнение своих произведений, хорошо действовали и соблюдались, официального или обязательного заявления на этот счёт не было; если другие и принимались разбирать «Opus clavicembalisticum», композитор всеми силами отговаривал других играть его музыку. Но его первые печатные партитуры содержали примечание, сохраняющее право исполнения. В те годы всё-таки было проведено несколько концертов с его музыкой — большинство из них частные или даваемые его друзьями и с его разрешения; на публике концерты хоть и давались, но очень редко. Причиной ухода Сорабджи из мира музыки обычно называют сольный концерт Тобина, но также у Сорабджи была и другая веская причина: это смерть людей, которыми он восхищался (таких как Бузони и ван Дирен), уход со сцены Сибелиуса, изменения в стиле Шимановского и растущая популярность гармоничной музыки.
Основным фактором изменения отношения Сорабджи к музыке было его финансовое положение. Отец Сорабджи вернулся в Бомбей после женитьбы в 1892 году, где он сыграл важную роль в развитии машиностроительной и хлопковой промышленности Индии. Он обладал музыкальной грамотностью и профинансировал публикацию 14 сочинений Сорабджи в период с 1921 по 1931 год, хотя имеется мало свидетельств того, что он жил с семьёй и что он хотел, чтобы его сын стал музыкантом. В октябре 1914 года отец Сорабджи основал Shapurji Sorabji Trust, трастовый фонд, который обеспечил его семью жизненным доходом, который освободил бы сына от необходимости работать. Отец Сорабджи, пострадавший от падения фунта и рупии в 1931 году, прекратил поддерживать публикацию партитур Сорабджи в том же году и умер в Бад-Наухайме в Германии 7 июля 1932 года. После второй поездки Сорабджи в Индию (продолжавшейся с мая 1933 года по январь 1934 года) Кайхосру узнал, что его отец жил с другой женщиной с 1905 года и женился на ней в 1929 году. Сорабджи и его мать не были упомянуты в завещании Шапурджи Сорабджи, но получили часть того, что он завещал его индийской наследнице. Около 1936 года был возбуждён иск, и полигамный брак был признан недействительным судом в 1949 году, но деньги не были возвращены.
Сорабджи противостоял стрессу, который он испытал в то время, занявшись йогой. Композитор посчитал, что она помогла ему управлять вдохновением и достичь сосредоточенности и самодисциплины, и написал, что его жизнь, когда-то «хаотичная и без формы», теперь имела «упорядоченный образ и замысел». Эта практика вдохновила его на написание эссе под названием «Йога и композитор» и на создание Тантрической симфонии для фортепиано (1938-39), в которой семь частей имеют названия чакр.
Остаётся неясным, как Сорабджи избегал военной службы во время Второй мировой войны: его открытые письма и музыкальная критика не прекращались, и он никогда не касался темы войны в своих произведениях. На протяжении большей части Второй мировой войны Сорабджи сосредоточился на сочинении 100 трансцендентных этюдов (1940-44), многие из которых были написаны во время бомбардировок Англии. Он писал музыку по ночам и ранним утром в своём доме в Лондоне по адресу Кларенс Гейт Гарденс 175, даже когда большинство других зданий были заброшены. Записи военного времени показывают, что фугасная бомба попала в переулок Сиддонс, где находится чёрный ход к его месту жительства.
Сорабджи покинул Лондон в 1950 году, поселился в деревне Корф-Касл и в 1956 сам построил там дом. Корф-Касл был местом его летного отдыха ещё с 1928 года, и это место привлекало его много лет. В 1946 году он выразил желание остаться там постоянно, и, поселившись в деревне, он почти не выходил на улицу. На решение Сорабджи покинуть Лондон также повлияли его расходы на жизнь.

#### Поклонники и внутренняя замкнутость (1950—1968)

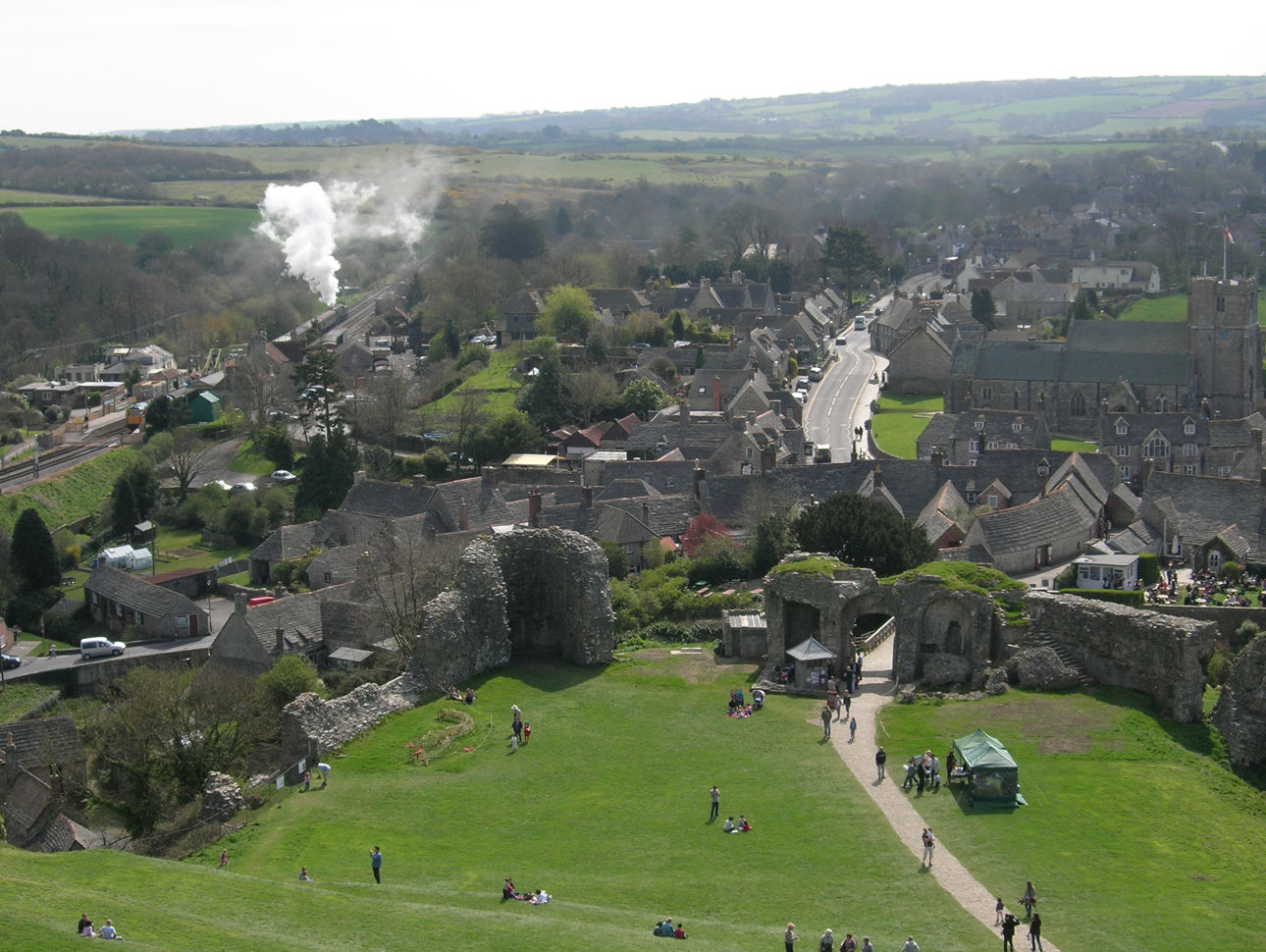
Вид на деревню Корф-Касл, где Сорабджи жил с 1950-х годов

Сорабджи проявлял заботу и имел сильную эмоциональную привязанность к своей матери, которая объяснялась тем, что отец бросил его. Она сопровождала Сорабджи в его путешествиях, и он провёл с ней почти две трети своей жизни (до 1950-х годов).
Несмотря на свою изоляцию и уход с концертной площадки и мира музыки, Сорабджи сохранил круг своих близких поклонников. С годами опасения по поводу судьбы его творческого наследия усилились, поскольку Сорабджи уже не записывал ни одной из своих работ, да и ни одна из них не была опубликована. Самая амбициозная попытка обеспечить сохранение музыки и произведений была инициирована Фрэнком Холлидеем (1912—1997), учителем английского языка в деревне Корф-Касл. Он познакомился с Сорабджи в 1937 году и был его близким другом около четырёх десятилетий. С 1951 по 1953 год Холлидей приглашал Сорабджи сделать записи своей собственной музыки. Вскоре после этого Сорабджи получил письмо, подписанное 23 поклонниками с приложенным чеком на 121 гинею. Сорабджи был обеспокоен влиянием законов об авторском праве на распространение его музыки, но Холлидей в конце концов убедил его снова публиковать сочинения после многих лет противодействия, возражений и задержек. В период с 1962 по 1968 год в доме Сорабджи было сделано несколько записей. Хотя Сорабджи просил ограничить распространение кассет, записей хватило на 55-минутную программу — она транслировалась в декабре 1969 года. Годом позже появилась и выпустилась трёхчасовая версия. Эта программа транслировалась несколько раз в 1970-х годах и привлекла внимание Соединённых Штатов, что помогло в распространении и понимании музыки Сорабджи.
Дружба Сорабджи и Холлидея закончилась в 1979 году из-за разногласий по поводу сохранения наследия Сорабджи. Холлидей в конце концов сохранил свою коллекцию писем Сорабджи и других предметов. Эта коллекция теперь является одним из крупнейших и наиболее важных источников материалов о композиторе. Коллекция материалов была названа «Опус сорабджианум» (отсылка к названиям крупных сочинений Сорабджи ― Clavicembalisticum, Archimagicum, Clavisymphonicum) и была приобретена Университетом Макмастера (Гамильтон, Онтарио, Канада) в 1988 году, то есть после смерти композитора.
Ещё одним поклонником композитора был Норман Пьер Жантье (1914—2009), американский писатель, который узнал о Сорабджи после прочтения его книги «Вокруг музыки». Жантье посылал Сорабджи некоторые продукты во время послевоенного дефицита в Англии, и в течение следующих четырёх десятилетий он преданно поддерживал его. В начале 1950-х Жантье предложил Сорабджи записать свои фортепианные произведения и отослать записи в главные библиотеки Соединённых Штатов. Жантье подарил ему магнитофон, но проблемы с управлением машиной и нежелание Сорабджи играть сочинения помешали сделать запись. В 1967 году, когда были созданы новые произведения в новом стиле, Сорабджи всё-таки согласился записать все свои сочинения. Они хранились в нескольких библиотеках и университетах США и Южной Африки.
С годами Сорабджи все больше утомляла работа композитора: мешали проблемы со здоровьем, стресс и усталость, и из-за этого он начал ненавидеть музыку. После создания Большой симфонической мессы (1955-61), состоящей из 1001 страницы оркестровой партитуры, Сорабджи написал, что у него «больше нет ни идей, ни желания сочинять музыку», а в августе 1962 года он решил сжечь все рукописи. Из-за сильного беспокойства и истощения из-за личных, семейных и многих других проблем, он сделал перерыв в работе. В конце концов он вернулся к ней, но работал медленнее, чем раньше, и писал в основном короткие произведения. Он перестал сочинять в 1968 году и упоминал в своих письмах, что больше никогда не будет писать музыку. Документов о том, как он провёл следующие несколько лет, нет, количество его писем снизилось.

### Сорабджи снова начинает сочинять (1969—1979)
В ноябре 1969 года шотландский композитор Алистер Хинтон (ему тогда было 19 лет) узнал о творчестве Сорабджи в музыкальной библиотеке Вестминстера и написал ему письмо в марте 1972 года. 21 августа 1972 года они встретились в доме Сорабджи и стали хорошими друзьями. Сорабджи всегда обращался к Хинтону за советом по юридическим и другим вопросам. В 1978 году Хинтон и музыковед Пол Рапопорт сделали записи рукописей Сорабджи, которые не были известны раньше, а в 1979 году Сорабджи написал завещание, где Хинтону завещал все рукописи, находящиеся в его распоряжении. Сорабджи благодаря Хинтону с 1973 года снова стал писать музыку. Хинтон также убедил Сорабджи дать пианисту Йонти Соломону разрешение на публичное исполнение его произведений. Сорабджи дал разрешение 24 марта 1976 года. Эта дата ознаменовала конец запрета на исполнение музыки Сорабджи (хотя возможно, что Майкл Хаберманн получил разрешение ещё раньше). Сольные концерты с музыкой Сорабджи стали более обычным явлением, что привело композитора к небольшим доходам и вступлению в Общество исполнительского права.
Позже о композиторе был снят телевизионный документальный фильм, транслировавшийся в 1977 году. Фильм в основном состоял из музыки и фотографий его дома (Сорабджи не хотел, чтобы телезрители видели его лицо, был только один короткий кадр, на котором он махал уходящей съёмочной группе).
В 1979 году Сорабджи появился в двух передачах: в одной на BBC Scotland (к 100-летию композитора Фрэнсиса Джорджа Скотта), а во второй BBC Radio 3 (к столетию Метнера). Именно там композитор впервые встретил музыканта Рональда Стивенсона, которым восхищался более 20 лет. После того, как они встретились, Сорабджи написал фортепианную пьесу «Вилла Таска» (1979-80), посвящённую Стивенсону. Работая над пьесой, Сорабджи учёл некоторые требования Нормана Пьера Жантье. Чуть позже композитор совместно с Жантье написал струнный квартет «Il tessuto d’arabeschi». Квартет был посвящён памяти музыканта Делиуса. За его написание Сорабджи получил 1000 фунтов стерлингов.

### Последние годы

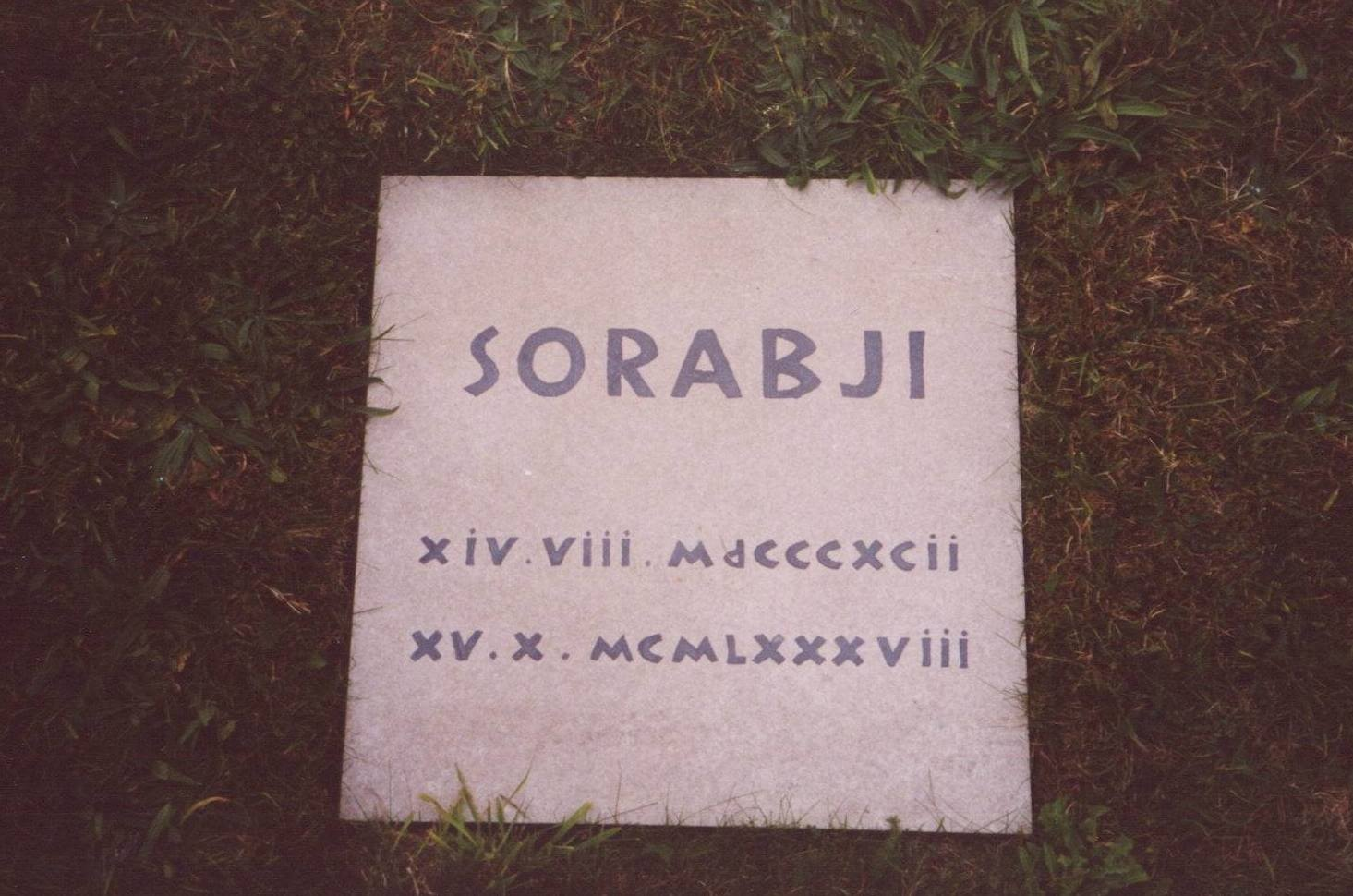
Место, где похоронен Сорабджи

Ближе к концу своей жизни Сорабджи окончательно перестал сочинять из-за плохого зрения и физических проблем. Его здоровье сильно ухудшилось в 1986 году. Это вынудило его покинуть свой дом и провести несколько месяцев в больнице Уэрхэма; в октябре того же года он назначил Хинтона ответственным за свои личные домашние дела. К этому времени Shapurji Sorabji Trust (фонд, основанный отцом композитора) был исчерпан, и дом Сорабджи вместе с его имуществом (в том числе около 3000 книг) был выставлен на аукцион в ноябре 1986 года. В марте 1987 года он переехал в двухкомнатную квартирку в доме престарелых Марли-хаус в Уинфрит-Ньюбурге (недалеко от Дорчестера). Там он постоянно был прикован к креслу и получал ежедневный уход. В июне 1988 года Сорабджи пережил клиническую смерть и инсульт, в результате которого у него наступило повреждение клеток мозга. Позже, 19 сентября 1988 года Сорабджи (менее чем за месяц до своей смерти) зарегистрировался в Обществе защиты авторских прав и стал старейшим композитором, подававшим заявку в это сообщество.
Сорабджи умер от сердечной недостаточности и артериосклеротической болезни сердца 15 октября 1988 г. чуть позже 19:00 в возрасте 96 лет. 24 октября он был кремирован в Борнмуте. Его прах был развеян в Корф-Касле в церкви Святого Эдварда, а останки захоронены на «Божьем акре» на кладбище Корф-Касла.

## Личная жизнь

### Мифы и репутация: исследование Шона Оуэна

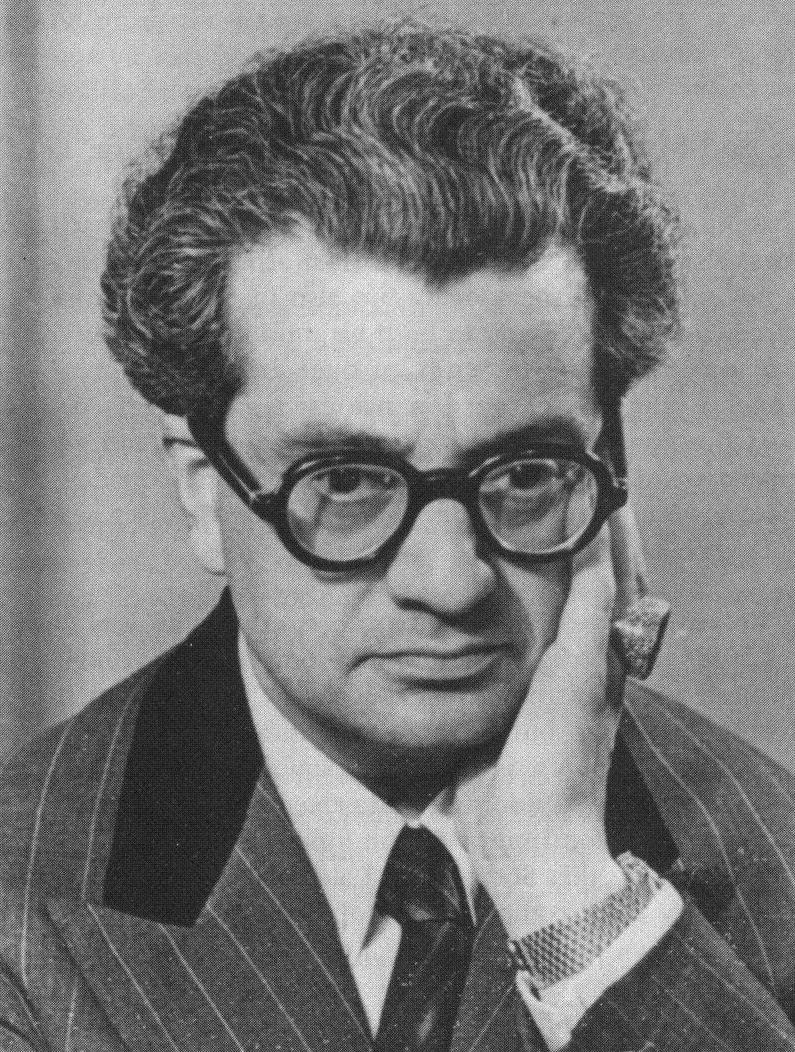
1945 год. Самая известная фотография Сорабджи. На левой руке видно его кольцо

После смерти Сорабджи о нём распространялось много мифов, связанных с его жизнью и творчеством. Чтобы развеять их, учёные сосредоточились на его композиционном методе, исполнительских способностях, размерах и сложности его произведений и других аспектах. Это оказалось сложной задачей, хотя почти все известные работы Сорабджи были сохранены и у композитора почти нет потерянных рукописей. Марк-Андре Роберж, автор первой биографии Сорабджи, Opus sorabjianum, пишет, что «есть в жизни этого человека годы, о которых почти ничего нельзя сказать».
Например, одно из опровергнутых утверждений о Сорабджи состоит в том, что его мать была испанской сицилийкой, и, соответственно, в нём вообще не было английской крови. Исследование, проведённое Шоном Воном Оуэном в начале 2000-х годов, показало, что родители его матери были крещены в англиканской церкви. Далее он установил, что мать Сорабджи неоднократно использовала псевдонимы и указывала ложные даты рождения (даже в юридических документах), и предположил, что она передала эту привычку Сорабджи, который «на протяжении всей своей жизни развивал чувство непохожести на других и имел образ, который не соответствовал действительности».
Были и другие мифы, некоторые из которых распространял сам Сорабджи. Он утверждал, что носил кольцо, которое принадлежало сицилийскому кардиналу и якобы должно было достаться Папе римскому после его смерти. Жители Корф-Касла иногда называли композитора «сэр Абджи» и «индийский принц». Сорабджи часто вводил в заблуждение лексикографов, давая им неверную биографическую информацию о себе. Один из них, Николас Слонимский, в 1978 году ошибочно написал, что Сорабджи владеет замком (Corf Castle — это название деревни, но слово castle также переводится как «замок»). После этого случая Слонимский назвал его «самым загадочным композитором из ныне живущих».
Сорабджи иногда говорил, что его мать была певицей. Возможно, это правда, так как самыми первыми произведениями Сорабджи были песни для сопрано (вполне вероятно, что он писал их для своей матери).
Остаётся неясным, почему Сорабджи настаивал на испано-сицилийском происхождении и других выдумках. Оуэн говорит, что он, возможно, ограждал себя от того, чтобы к нему относились как к англичанину смешанной расы, и вместо этого изображал себя иностранцем. Интервью с людьми из Корф-Касла и соседних областей показывает, что у высказываний Сорабджи и жителей Корф-Касла множество противоречий. Оуэн заключает, что соседи композитора охарактеризовали его как серьёзного и строгого, но в то же время щедрого, сердечного и гостеприимного человека с замечательным чувством юмора.

### Социальная жизнь

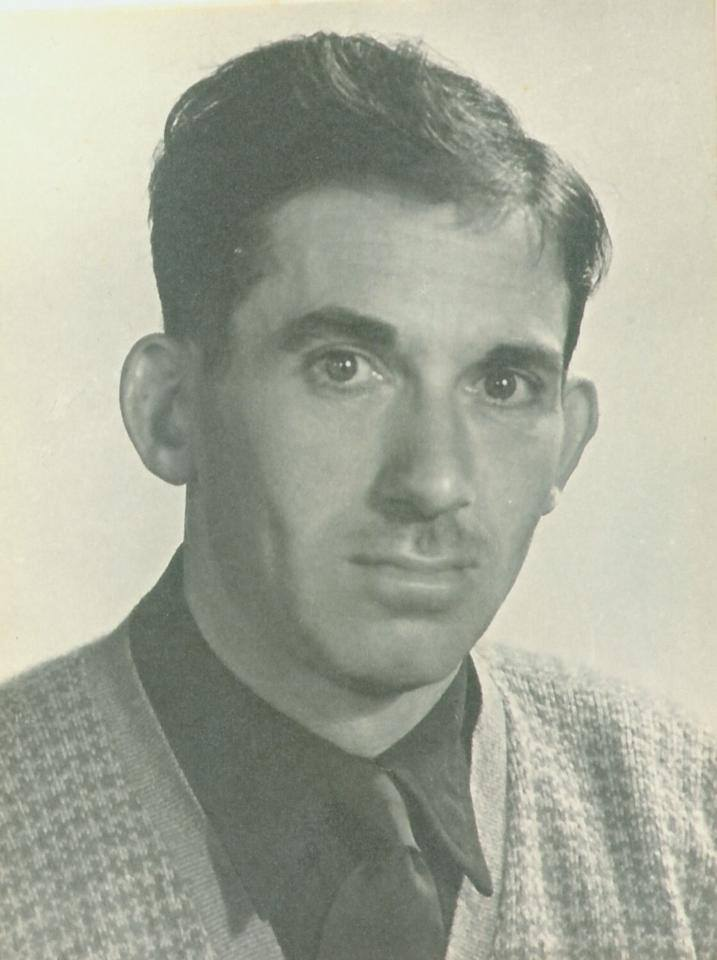
Реджинальд Норман Бест, приятель Сорабджи

Многие из друзей Сорабджи не были музыкантами, и композитор признавался: «…человеческие качества моих друзей значат для меня больше, чем их музыкальная грамотность. При знакомстве с новыми людьми я сразу же ищу в них хорошее. Мои эмоции зависят от привязанности ко мне своих друзей. Я чрезвычайно предан им, хотя также предпочитаю уединение…». Отношения Сорабджи с «настоящими друзьями», например, с Норманом Петеркином или Алистером Хинтоном, продолжались до самой смерти композитора. Хотя Сорабджи часто плохо отзывался об англичанах, в 1950-х годах он признал, что поступал необъективно, и признал, что многие из его близких друзей (к примеру, те же самые Петеркин и Хинтон) были англичанами.
Ещё одним приятелем Сорабджи был Реджинальд Норман Бест (1909―1988), сын друга матери композитора. Композитор дружил с Бестом около 35 лет. Сорабджи однажды назвал его одним из двух самых дорогих его сердцу людей на земле (вторым таким человеком была его мать). Реджинальд страдал депрессией. Около 1970 года его стали лечить с помощью электрошоковой терапии, которая только усугубила его плохое состояние. Сорабджи был очень расстроен этим, и Шон Оуэн считает, что неудачное лечение и проблемы с психическим здоровьем Беста усугубили склонность к уединению у Сорабджи. Бест умер 29 февраля 1988 года, а Сорабджи ― спустя четыре месяца после смерти Беста. Сорабджи и Бест были похоронены рядом друг с другом на кладбище Корф-Касла.
Сорабджи дорожил своей личной жизнью и даже называл себя «клаустрофилом», а жители Корф-Касла его часто называли мизантропом. Композитор посадил более 250 деревьев вокруг своего дома. Около дома также был ряд объявлений «Незваным посетителям вход запрещён». Сорабджи не любил компанию двух или более друзей одновременно и принимал только одного за раз, примерно один или два раза в год. В неопубликованном засекреченном его тексте, озаглавленном «Плоды мизантропии», он оправдал своё затворничество, сказав: «Мои собственные недостатки настолько велики, что они <…> сами мне уже совершенно невыносимы».

### Религиозные взгляды
В ранние годы своей жизни Сорабджи интересовался оккультизмом. Рапопорт предположил, что Сорабджи решил скрыть год своего рождения из опасения, что его цифровое значение может быть использовано против него. В начале своей жизни Сорабджи публиковал статьи о таинственных явлениях и включал оккультные надписи в свои работы. В 1920-х годах отношение композитора к оккультизму стало резко негативным. Когда в 1922 году он встретил оккультиста Алистера Кроули, то назвал его мошенником и «самой тупой из всех тупых собак». Сорабджи также поддерживал 20-летнюю дружбу с Бернардом Бромеджем, английским писателем. Композитор использовал мотив его фамилии (B(ROM)A-G-E) в своих музыкальных произведениях и даже посвятил ему 7-часовой «Opus archimagicum» с большим количеством мотивов B(ROM)A-G-E. В период с 1933 по 1941 год Бромедж выступал в качестве совместного попечителя Сорабджи и выпустил указатель для книги Сорабджи «Вокруг музыки», правда, композитор остался им недоволен. Когда в 1940-х годах дружба Сорабджи и Бромеджа прекратилась, композитор хотел сжечь «Opus archimagicum», но не сделал этого, а просто перепосвятил его Клинтону Грей-Фиску. Впоследствии оккультные темы и мотивы редко появлялись в музыке и сочинениях Сорабджи.
Сорабджи положительно отзывался о своих предках — парсах, хотя опыт общения с ними в Индии в 1930-х годах его немного расстроил.
В юности Сорабджи равнодушно относился к христианству, но позже он раскаялся и выразил своё восхищение христианской церковью. Он назвал её наиболее ценной частью европейской цивилизации. В 1970-х годах Сорабджи создал грандиозную композицию «Messa grande sinfonica» (Большая симфоническая месса).

## Музыка

### Ранние работы
Первая (хотя и утерянная) композиция Сорабджи — это фортепианная транскрипция оркестровой пьесы Делиуса «В летнем саду» (1913). Его ранние произведения — это преимущественно песни (2 первых опуса). Затем Сорабджи начал писать небольшие фортепианные пьесы и фантазии. К таким относятся «Потерянная надежда» (Désir Éperdu ― 1917), «В стиле хабанеры» (Quasi Habanera ― 1917), «В оранжерее» (In the Hothouse ― 1918), «Испанская фантазия» (Fantaisie Espagnole ― 1919). С 1920-х годов композитор пробует сочинять концерты и сонаты, из которых наиболее отличаются своим стилем № 1-3 (1919; 1920; 1922). Их характерная особенность — это атематическое строение. Основная критика в адрес стиля ранних произведений Сорабджи заключается в том, что им не хватает стилистической последовательности и органичной формы. В зрелом возрасте Сорабджи стал плохо относиться к своим ранним работам, называя их несвязными, и даже подумал об уничтожении многих ранних рукописей в конце своей жизни.

### «Композиционная зрелость»

Завершающая страница «Муладхары» — первой части Тантрической симфонии Сорабджи. В конце этой части присутствуют быстрые аккорды, играющиеся по всей клавиатуре ― типичное явление в музыке Сорабджи

«Три пастиша для фортепиано» (1922) и ноктюрн «Благоуханный сад» (1923) часто рассматриваются как начало композиционной зрелости Сорабджи. Сам Сорабджи считал, что эта «зрелость» началась с его Органной симфонии № 1 (1924), его первой работы, в которой широко использовались такие музыкальные формы, как прелюдия-хорал, пассакалия и фуга, которые имеют корни в музыке барокко. В финале вышеназванной Органной симфонии № 1 композитор величественно зашифровал мотив фамилии Иоганна Себастьяна Баха (си-бемоль, ля, до, си — B-A-C-H). Именно Органная симфония № 1 привела Сорабджи к появлению своего неповторимого «симфонического стиля», на который композитор опирался в большинстве из его семи «Симфоний для фортепиано соло», а также в трёх «Органных симфониях». Кроме того, Органную симфонию № 3 Сорабджи называл самым величественным произведением, которое он вообще когда-либо создавал.
Сорабджи также придумал свой сонатный стиль. Первым произведением, в котором он был применён, является его Четвёртая соната для фортепиано (1928-29), которая состоит из трёх частей:
- вступительное политематическое движение;
- медленная часть (помечена как ноктюрн);
- многосекционный финал, включающий фугу.

Первые симфонии Сорабджи по своей организации связаны с его Фортепианными сонатами № 2 и № 3 и заключительной частью его Органной симфонии № 1. Их называют «основанными на поверхностной форме либо фуги, либо сонатного аллегро», но они сильно отличаются от обычного применения этих форм: изложение и развитие тем не руководствуется общепринятыми тональными принципами, а, как говорит музыковед Саймон Джон Абрахамс, «борются друг с другом за доминирование текстуры». Такие части в симфониях могут длиться более 90 минут, и их тематический характер значительно варьируется: в то время как в первой части его Фортепианной сонаты № 4 семь тем, то в Фортепианной симфонии № 2 их шестьдесят девять.

#### Opus clavicembalisticum (1930)
Этот опус тоже можно отнести к сонатам, так как в нём три части.
Произведение было написано 25 июня 1930 года. Оно примечательно своей длиной и сложностью: на момент написания это была самая длинная фортепианная пьеса из существующих. Его продолжительность составляет от 4 до 4½ часов, в зависимости от темпа.
На момент написания это было, возможно, наиболее технически сложное сольное фортепианное сочинение из существующих, по большей части из-за его чрезвычайной длины и ритмической сложности, а также необходимости физической и психической выносливости при его игре. Хотя некоторые произведения, придуманные композиторами-модернистами и авангардистами, а также самим Сорабджи, были ещё сложнее, именно Opus clavicembalisticum стал самым известным сочинением.
Сорабджи, возможно, отчасти вдохновился на сочинение произведения после того, как услышал выступление Эгона Петри и исполнение им произведения Ферруччо Бузони «Fantasia contrappuntistica» (гармония опуса действительно в некоторой степени отдаёт дань уважения творчеству Бузони). Более ранняя (1928) Токката № 1 также свидетельствует о подобном влиянии Бузони на творчество Сорабджи и в некотором смысле является «предшественницей» опуса.
В письме 25 июня 1930 г. Сорабджи написал своему другу Эрику Чизхолму:
У меня кружится голова и буквально всё тело дрожит! Я пишу это и говорю тебе, что только сегодня днем закончил Clavicembalisticum… Заключительные 4 страницы настолько катастрофичны, что всё, что я когда-либо делал до этого, не может с ними сравниться — гармония кусается как азотная кислота, контрапункт перемалывает музыку, как мельницы Бога…
Партитура опуса была опубликована в 1931 г.
На сегодняшний день опус был исполнен более 20 раз. Первый раз его сыграл сам Сорабджи 1 декабря 1930 года в Глазго под эгидой «Активного общества распространения современной музыки».
Первую часть сочинения 10 марта 1936 года исполнил Джон Тобин. Именно этот концерт и привёл к тому, что Сорабджи стал запрещать исполнение своих произведений (подробнее читайте в разделе «Запрет и изоляция»).
Следующее публичное исполнение Opus clavicembalisticum состоялось в 1982 году австралийским пианистом Джеффри Дугласом Мэджем. Запись выступления была выпущена на четырёх пластинках, которые сейчас распроданы. Мэдж исполнил его публично шесть раз с 1982 по 2002 год, в том числе один раз в 1983 году в Mandel Hall в Чикаго. Запись именно этого концерта была выпущена BIS Records в 1999 году.
Джон Огдон публично исполнил это произведение в Лондоне дважды (ближе к концу своей жизни) и произвёл студийную запись работы в 1989 году. Джонатан Пауэлл впервые исполнил опус в Лондоне в 2003 году; с тех пор он играл его в Нью-Йорке (2004 г.), Хельсинки (2005 г.) и Санкт-Петербурге (подробнее в разделе «Сорабджи в России»), а в 2017 году он отправился на гастроли по Европе, выступив в Брайтоне, Лондоне, Оксфорде, Карлсруэ, Глазго, Брно и других местах.
Полную версию опуса публично исполнял Даан Вандевалле в Брюгге, Мадриде и Берлине.
Вообще, большинство пианистов исполняли в основном первые две части. Например, Жан-Жак Шмид исполнил часть произведения в Берне, а Александр Аматози исполнил первую часть в Музыкальной школе Даремского университета в 2001 году.
Опус состоит из 12 частей, сильно различающихся по размеру: от короткой трёхминутной каденции до гигантской интерлюдии, содержащей токкату, адажио и пассакалью с 81 вариацией.
|       | Pars Prima                                                               |
| I.    | Introito                                                                 |
| II.   | Preludio-corale [Nexus]                                                  |
| III.  | Fuga I. quatuor vocibus                                                  |
| IV.   | Fantasia                                                                 |
| V.    | Fuga II. [duplex]                                                        |
|       | Pars Altera                                                              |
| VI.   | Interludium primum [Thema cum XLIX variationibus]                        |
| VII.  | Cadenza I                                                                |
| VIII. | Fuga tertia triplex                                                      |
|       | Pars Tertia                                                              |
| IX.   | Interludium alterum (Toccata:Adagio:Passacaglia cum LXXXI variationibus) |
| X.    | Cadenza II                                                               |
| XI.   | Fuga IV. Quadruplex                                                      |
| XII.  | CODA. Stretta                                                            |

#### Фортепианная соната №5 «Opus archimagicum» (1943)
Придуманная Сорабджи сонатная форма со значительными улучшениями и усовершенствованиями была использована в Пятой сонате для фортепиано «Opus archimagicum». Название этого опуса является каламбуром, образованным с помощью приставки archi- (главный) и последнего слога фамилии человека, которому некоторое время был посвящён опус ― Bromage. Это сочинение считается сложнее, чем Opus clavicembalisticum, написанный Сорабджи в 1930 году. Несмотря на то, что Сорабджи написал эту работу в 1943 году, она была опубликована и издана только в 2009 году Александром Аберкромби. В том же году в Интернете А. Хинтоном был создан сайт opusarchimagicum.com, посвящённый только этому сочинению.
Рукопись опуса занимает 336 страниц. Сочинение длится 7 часов. Теллеф Джонсон, сыгравший VIII и IX части опуса в Южной Дакоте в 2021 году, написал несколько эссе об истории создания и стиле этого произведения. Здесь представлены все части опуса с их описанием:
- 1 (Pars prima) — политематическое симметричное строение:
  - I. Fiero, ardito. Часть со множеством диссонирующих аккордов, основанных на ноте ля (А).
  - II. Presto: sotto voce inquieto. По словам Теллефа Джонсона, эта часть «действует как очищающее средство от пёстрой диссонирующей первой части, являясь связующим звеном с меланхоличной третьей частью «Punta d'Organo». Вторая часть заканчивается на ноте си (B). Это также первая буква имени и фамилии друга Сорабджи Бернарда Бромеджа (Bernard Bromage).
  - III. Punta d’organo (полное название ― «Punta d'organo. Quasi Adagio, oscuro, velato»). Эта часть полностью основана на ноте си, играющейся с правой педалью. Сорабджи, сохраняя в произведении зашифрованные инициалы Бернара Бромеджа, объединяет жанр «punta d'organo» со своим жанром «тропического ноктюрна». Третья часть заканчивается так же, как и начинается ― серией чувственных гармоничных аккордов, окаймляющих череду нот си (основание этой части явно напоминает произведение «Le gibet» Мориса Равеля).
  - IV. Con fuoco ― ardito e fiero. Четвёртая часть является «зеркальным отражением» I части. В ней также присутствуют диссонирующие аккорды и, помимо этого, быстро меняющиеся гармонические сочетания.
- 2 (Pars altera) — медленный раздел, похожий на ноктюрн:
  - V (без названия). Эта часть представляет собой серию отдельных мелодий в чередующихся регистрах, связанных между собой с помощью громких октав (также на нотах си). В кульминации пятой части поочерёдно играются крупные аккорды и октавы, которыми эта часть и заканчивается.
  - VI. Adagio (полное название ― «Adagio: il tutto sempre con dolcessa velenosa»). Adagio по сути является полуторачасовым ноктюрном, по текстуре конкурирующим с такими произведениями Сорабджи, как «Джами» и «Гулистан». Единственное, что отличает Adagio от этих произведений, ― это его постепенное развитие до фортиссимо, напоминающего колокольный звон, звучащий почти одновременно во всех регистрах фортепиано. Для того, чтобы записать такую часть, Сорабджи использовал в основном семь-восемь нотоносцев. Эта величественная диссонирующая интерлюдия повторяется во второй раз в конце части ― в более развернутом виде.
- 3 (Pars tertia: Archimagus) — трёхчасовой финал, включающий фугу и имеющий оккультные признаки. Некоторые считают её одной целой частью (отсюда части VIIb вместо VIII и т. д.):
  - VII/VIIa. Preludio. Начало седьмой части построено на серии колоколообразных аккордов, основанных на мотиве B(ROM)A-G-E. Эти аккорды, в самом начале являющиеся развёрнутыми трезвучиями, со временем становятся все более диссонирующими. Между этими аккордами есть быстрые разделы, подобные токкатам, с синкопированной басовой партией. Когда в этой части достигается кульминация, в ней появляется мотив B-A-C-H, и играется серия громких аккордов по всей клавиатуре. Затем прелюдия заканчивается двумя тихими сериями аккордов ― B-A-C-H и B(ROM)A-G-E ― и постепенно в басовом регистре переходит в 8 часть.
  - VIII/VIIb. Preludio-corale sopra Dies Iræ (полное название ― «Preludio-corale sopra «Dies Iræ»: sempre oscuro, sordo e con un qualsiasi sentimento di minaccia ocultura»). Здесь появляется тема григорианского хорала Dies Iræ, которая затем «встречается» с мотивами B(ROM)A-G-E и B-A-C-H. По мнению Теллефа Джонсона, кульминация этой части является самым грандиозным и величественным моментом во всём опусе.
  - IX/VIIc. Cadenza. Трёхминутная виртуозная часть, основанная на ноте ля и самим композитором помеченная как punta d'organo.
  - X/VIId. Fuga libera a cinque voci e tre soggetti. Эту часть можно условно поделить на два раздела. В первом разделе развивается тема хорала Dies Iræ. Во втором разделе появляется сильное «противостояние» мотивов B(ROM)A-G-E и B-A-C-H. Опус в конечном счёте заканчивается мотивом B-A-C-H во всех фортепианных регистрах.

Музыковед Саймон Джон Абрахамс сказал, что в политематических движениях этого опуса всегда есть «доминирующая тема», которой придаётся первостепенное значение и которая пронизывает остальную часть композиции.
Теллеф Джонсон добавил, что «Opus archimagicum» отражает всю глубину и мощь музыки Сорабджи.

#### Циклическая последовательность (1948-49)
Циклическая последовательность (лат. Sequentia cyclica super "Dies iræ" ex Missa pro defunctis) — это ещё одна фортепианная композиция Кайхосру Шапурджи Сорабджи. Написана между 1948 и 1949 годами и представляет собой 27 вариаций на тему средневекового хорала Dies iræ. Считается одним из величайших произведений Сорабджи. Её продолжительность составляет около восьми часов, и это одно из самых длинных фортепианных произведений всех времён. Была впервые сыграна и записана Джонатаном Пауэллом.
Григорианский хорал Dies Iræ, авторство которого традиционно приписывается Томасу Челану, итальянскому монаху 13-го века, привлекал Сорабджи на протяжении всей своей жизни. Мотив этого хорала был использован в десяти его работах. Первая из них (Variazioni e fuga triplice sopra «Dies iræ» для фортепиано), написанная в 1923-26 годах, это произведение, которым Сорабджи не был удовлетворён. Композитор писал в 1930 году Эрику Чизхолму: «…я, вероятно, действительно серьёзно думаю об уничтожении этой работы — я смотрел на её ноты холодным взглядом <…> она меня больше не радует <…> я позже напишу совершенно новую работу на эту [Dies Iræ] тему».
Обычно считается, что Сорабджи начал работу над Sequentia cyclica в 1948 году, хотя в каталоге работ Сорабджи Марка-Андре Робержа говорится, что она была начата ещё до января 1948 года, и возможно, даже в 1944 г. Однако точно ясно, что Сорабджи завершил работу над этим сочинением 27 апреля 1949 года.
Ноты Sequentia cyclica содержат вступительное примечание, написанное самим композитором. Сорабджи пояснил относительное отсутствие обозначений штрихов, темпа, характера музыки и динамических оттенков в партитуре, написав:
…сама музыка даёт понять, какие штрихи и динамические оттенки необходимы <…> разум хорошего пианиста сам скажет, как играть данную часть. Вообще, полагаться на интеллектуальные способности исполнителей ― всё равно что опираться на сломанную трость, которая, если композитор на неё опрётся, проткнёт ему руку и испортит его музыку…
Полное название произведения, как оно указано на титульном листе рукописи, «Sequentia cyclica super „Dies irae“ ex Missa pro defunctis in clavicembali usum Kaikhosru Shapurji Sorabji scripsit». Это произведение было посвящено голландскому пианисту Эгону Петри, который когда-то собирался исполнить Opus clavicembalisticum. Сорабджи переписывался с ним на протяжении многих лет и считал его одним из величайших пианистов.
Sequentia cyclica ― одна из самых уважаемых работ Сорабджи, которую некоторые даже считают величайшим произведением для фортепиано всех времён. В 1953 году Сорабджи описал его как «кульминацию и венец своей работы для фортепиано и, по всей вероятности, последнее, что он напишет», и продолжал считать его одним из своих лучших произведений до последних дней жизни.
Премьера произведения состоялась 18 июня 2010 года в Глазго. Тогда пианист Джонатан Пауэлл частично исполнил пьесу. Пауэлл полностью записал произведение в 2015 году, а в 2021 году оно было выпущено и полностью размещено на YouTube компанией Piano Classics.
Хотя "Variazioni e fuga triplice sopra «Dies irae» представляет собой большое произведение, содержащее 64 вариации и занимающее 201 страницу, Sequentia cyclica ещё крупнее. Её тема и 27 вариаций занимают 335 страниц, а исполнение занимает около восьми часов.
Обсуждая вариации Сорабджи, музыковед Саймон Джон Абрахамс пишет: «Сорабджи часто следует примеру Регера и Шимановского в создании вариаций, которые сохраняют лишь самые тонкие связи с исходной темой». Аналогичное мнение было высказано самим Сорабджи, который писал, что вариации в Sequentia cyclica «вряд ли можно назвать вариациями в обычном смысле». В некоторых из них тема звучит несколько раз (например, вариации 8, 14 и 18, где тема звучит семь, четыре и два раза соответственно). Этот факт С. Дж. Абрахамс назвал одной из причин большой длины сочинения.

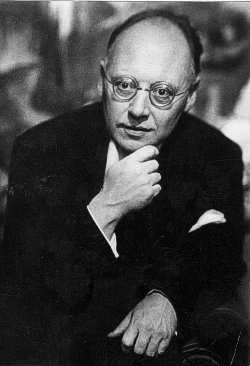
Эгон Петри, которому посвящена Циклическая последовательность

Вариации «Циклической последовательности»:
Тема «Largo. Legatissimo semper e nello stile medioevale detto 'organum'»: вступление в фа-диез миноре, тема представлена простыми аккордами с верхними звуками до-диез ― фа-диез ― до-диез.
Вар. 1, «Vivace (spiccato assai)»
Вар. 2, «Moderato»
Вар. 3, «Legato, soave e liscio»
Вар. 4, «Tranquillo e piano»
Вар. 5, «Ardito, focosamente»
Вар. 6, «Vivace e leggiero»
Вар. 7, «L’istesso tempo»
Вар. 8, «Tempo di valzer con molta fantasia, disinvoltura e eleganza»
Вар. 9, «Capriccioso»
Вар. 10, «Il tutto in una sonorità piena, dolce, morbida, calda e voluttuosa»
Вар. 11, «Vivace e secco»
Вар. 12, «Leggiero a capriccio»
Вар. 13, «Aria: Con fantasia e dolcezza»
Вар. 14, «Punta d’organo»: вначале основана на ноте си, а ближе к концу переключается на ноту си-бемоль в басовом регистре.
Вар. 15, «Ispanica»
Вар. 16, «Marcia funebre»
Вар. 17, «Soave e dolce»
Вар. 18, «Duro, irato, energico»
Вар. 19, «Quasi Debussy»
Вар. 20, «Spiccato, leggiero»
Вар. 21, «Legatissimo, dolce e soave»
Вар. 22, «Passacaglia»: Тема пассакалии ― это сокращённая версия мотива Dies iræ. Пассакалия содержит 100 вариаций, тема постепенно поднимается от басового регистра к сопрано. В предпоследней вариации преобладает высокий регистр, а в последней тема возвращается к басу.
Вар. 23, «Con brio»
Вар. 24, «Oscuro, sordo»
Вар. 25, «Sotto voce, scorrevole»
Вар. 26, «Largamente pomposo e maestoso»: эта вариация начинается и заканчивается секциями, построенными в основном на аккордах, между этими секциями звучит «Quasi Cadenza-fantasiata».
Вар. 27, «Fuga quintuplice a due, tre, quattro, cinque e sei voci ed a cinque soggetti»: заключительная вариация — это шестиголосная фуга. Она разбита на пять частей (каждая имеет свою тему). Пятая часть завершается разделом под названием «Le Strette: delle quinta parte della fuga», за которым следует «Stretto maestrale». Этот отрывок является одним из немногих полиритмических кульминационных моментов в фугах Сорабджи, наряду с его Симфонией № 2 для фортепиано с оркестром (1954). Работа завершается кодой, заканчивающейся в до миноре, таким образом устанавливается тритональная связь с фа-диез минорным вступлением пьесы — отсылка к средневековому поверию «diabolus in musica» («диссонирующий тритон — дьявольский интервал»).

#### Ноктюрны

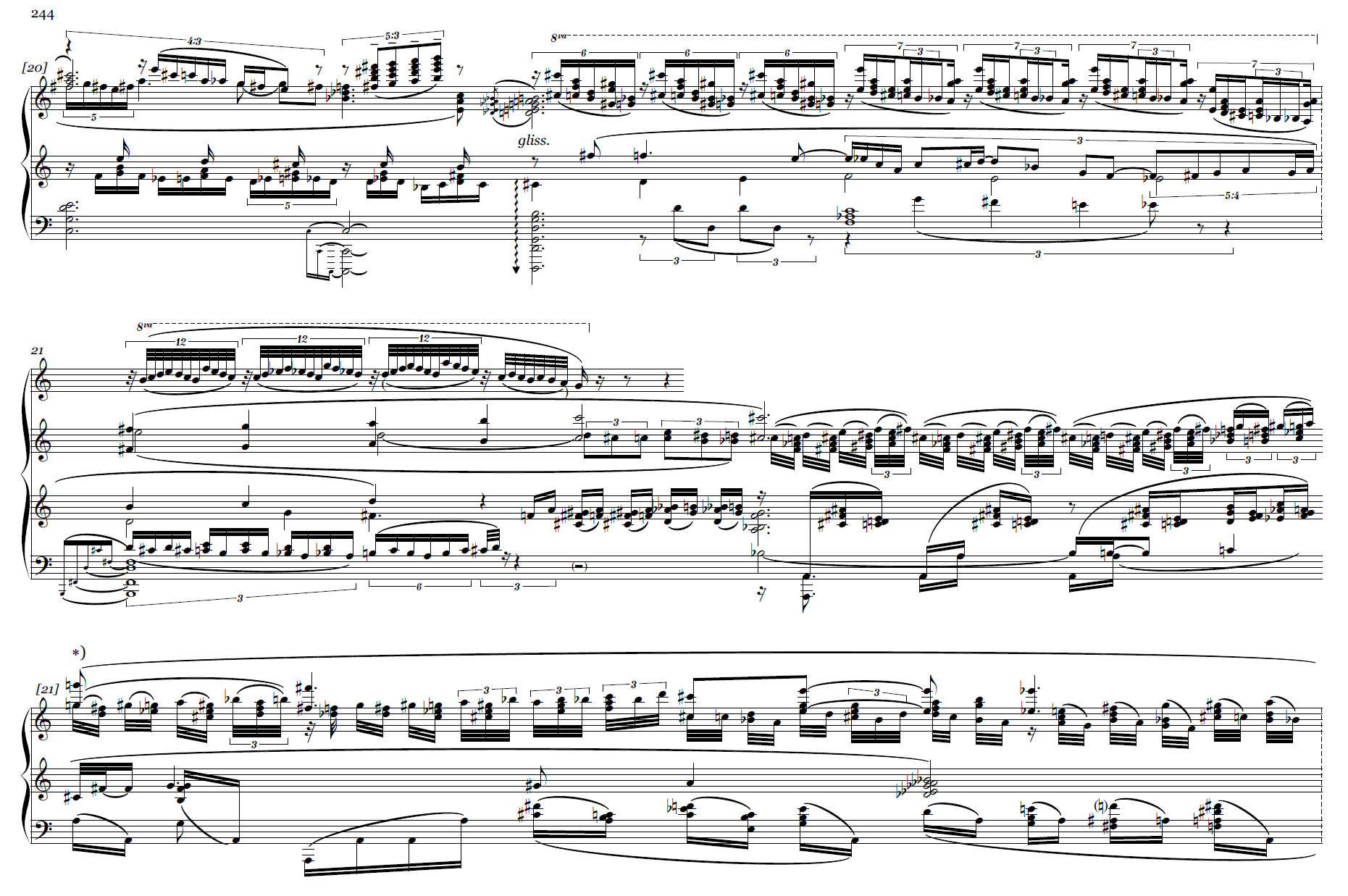
Отрывок из «Anāhata Cakra», четвёртой части Тантрической симфонии

Ноктюрны обычно считаются теми произведениями, по которым можно судить о стиле Сорабджи, и они также являются одними из его наиболее хорошо оцененных сочинений; ноктюрны Сорабджи были описаны пианистом Майклом Хаберманном как «самые удачные и красивые из [его] сочинений», Джонатаном Пауэллом как «экзотические произведения», а пианистом Фредриком Улленом как «его самый оригинальный вклад как композитора». Сорабджи сам описал свой ноктюрн «Джами» и дал представление о его стиле. Он сравнил пьесу со своим ноктюрном «Gulistān» (этот ноктюрн будет подробно описан ниже) и писал о «самоспециализированной структуре ноктюрна, опирающейся на её собственную внутреннюю последовательность и связность, независимо от тематики или других аспектов». Мелодический материал в таких произведениях может трактоваться пианистами «ad libitum» ― свободно; кроме того, орнамент и фактурные узоры в таких ноктюрнах занимают доминирующее положение. Ноктюрны имеют свободную импрессионистскую и отчасти футуристскую гармонию и обычно должны исполняться на приглушённых динамических уровнях ― с использованием левой педали, хотя некоторые из более поздних ноктюрнов содержат и части с fortissimo. Таковыми являются как отдельные работы, например Villa Tasca, так и части более крупных произведений, например «Anāhata Cakra» ― четвёртая часть Тантрической симфонии. В определение «экзотического (тропического) ноктюрна» также вписывается жанр «punta d’organo», тоже придуманный Сорабджи (это чаще всего меланхолическое произведение, которому даёт основу одна нота) и который Сорабджи сравнивал с «Le gibet» Мориса Равеля.

##### Ноктюрн «Гулистан»
Этот ноктюрн написан Сорабджи в 1940 году. Его название является отсылкой к одноимённому персидскому сборнику стихов и рассказов писателя XIII века Саади. «Гулистан» переводится с языка фарси как «сад роз». Пьеса длится около 30 минут.
Персидская поэзия служила источником вдохновения для Сорабджи на протяжении всей его жизни. У композитора также есть вокальное сочинение для фортепиано и баритона «Три стихотворения из Гулистана» (1926, ред. 1930). Предисловие к этой рукописи также содержит цитату из романа Нормана Дугласа «Южный ветер» (1917).
Сорабджи начал работу над ноктюрном 6 января 1940 года и завершил его 13 августа 1940 года. Это сочинение первоначально было посвящено Фрэнку Холлидею, но после разрыва его дружбы с Сорабджи в 1979 году, композитор перепосвятил ноктюрн британскому поэту, драматургу и переводчику Гарольду Морланду, который, услышав произведение в том же году, написал: «Нет. Это не сад роз. Это райские кущи».
Гулистан написан в жанре «тропического ноктюрна». Начало пьесы представляет собой хроматическую мелодию. В большей части пьесы используются диатонические аккорды (обычно в нижних регистрах), при этом большинство из них основаны на нотах фа, фа-диез, ля и до. Мотивы в среднем регистре представляют собой напевные мелодии. Несмотря на очень замысловатые орнаменты, ноктюрн должен исполняться на приглушённой громкости. Примерно в середине орнаментальная часть прерывается медленной полифонической мелодией. Последняя часть пьесы по характеру напоминает начало. Ноктюрн заканчивается на ноте ля в низком регистре.
Пианист и композитор Джонатан Пауэлл, обсуждая ноктюрны Сорабджи, назвал Гулистан «самым успешным произведением Сорабджи в этом жанре». Пианист Майкл Хаберманн называет его «великолепной сочной пьесой», а музыковед Саймон Джон Абрахамс полагает, что она выделяется среди работ Сорабджи «благодаря замечательному богатству гармонии».
«Гулистан» был записан Пауэллом, Хаберманном и Чарльзом Хопкинсом. Сам Сорабджи произвёл запись пьесы в 1962 году, но она, учитывая вольности, которые композитор позволял себе в исполнении, считается скорее импровизацией, основанной на главных темах партитуры.

#### Фуги
Фуги Сорабджи обычно следуют традиционным методам композиции и являются наиболее атональными и наименее полиритмичными из его произведений. После экспозиции развивается тематический материал. За ним следует stretto, которое приводит к аккордовому разделу. Если у фуги несколько тем, такой метод повторяется для каждой темы, и материал из всех экспозиций объединяется ближе к концу фуги. К фугам Сорабджи иногда относились с подозрением или критиковали. Некоторые фуги являются самыми длинными из когда-либо написанных, например, двухчасовая «Fuga triplex», завершающая Органную симфонию № 2 и трёхчасовая «Fuga libera a cinque voci e tre soggetti», завершающая Opus archimagicum.
Эта структура фуги была использована и усовершенствована в большинстве симфоний Сорабджи для фортепиано и органа. В некоторых случаях медленную часть заменяют вариации на одну и ту же тему. Начиная с Фортепианной симфонии № 2 (1954), фуги располагаются либо в середине произведения, либо прямо перед заключительной медленной частью. Интерлюдии и секции типа moto perpetuo (нет деления на такты, музыка проходит «на одном дыхании») соединяют вместе более крупные части симфонии и появляются в более поздних фугах Сорабджи. Например, в Фортепианной симфонии № 6 (1975-76) в части «Quasi fuga» чередуются фугальные и нестандартные формы музыки.

#### Другое
Другими важными произведениями Сорабджи являются токкаты и вариации. Последние, наряду с его фортепианными симфониями, получили высокую оценку критиков за особый стиль. Его Симфонические вариации для фортепиано (1935-37) длятся 9 часов. Это самое длинное произведение Сорабджи. Только одна из этих вариаций была сыграна вживую. Это вариация 56, представленная Майклом Хаберманном. Стиль и тональность этой вариации сходны с финалом Второй сонаты Шопена.
Четыре токкаты Сорабджи более скромны по объёму и по структуре.
Также из длинных произведений Сорабджи можно выделить 100 трансцендентных этюдов (1940-45), которые длятся 8,5 часов. Этюд № 99 является виртуозной аранжировкой баховской «Хроматической фантазии и фуги ре минор». Полный цикл из 100 этюдов записал в 2002 году пианист Фредрик Уллен. Этюды сильно различаются по стилю, характеру и продолжительности: самый короткий ― около минуты, самый длинный ― около 45 минут. Сорабджи почти наверняка намеревался сравнить эти этюды с «Трансцендентными этюдами» Ференца Листа.
Сорабджи также является автором вокальных произведений на стихи Франциска Ассизского, Микеланджело Буонарроти, Саади, Бодлера, Верлена, Малларме, Пьера Луи и Анри де Ренье.

### Поздние произведения

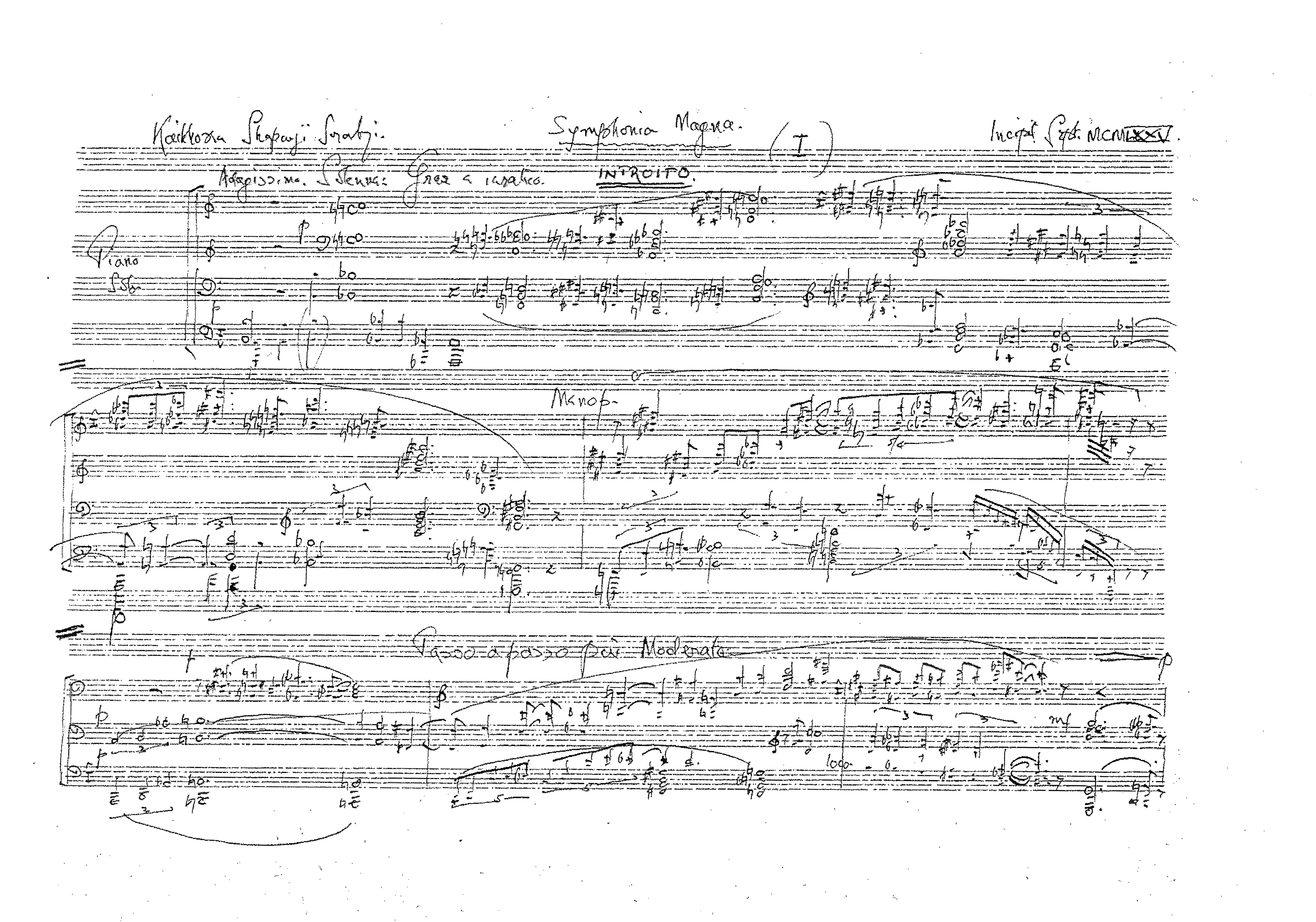
Начало Фортепианной симфонии № 6 (Symphonia claviensis), которое иллюстрирует изменение текстур в поздней музыке Сорабджи

В 1953 году Сорабджи выразил нежелание продолжать сочинять музыку, когда написал Циклическую последовательность. Его темп композиции замедлился в начале 1960-х. Позже в том же десятилетии Сорабджи пообещал прекратить сочинять, что он в конечном итоге и сделал в 1968 году.
Хинтон сыграл решающую роль в возвращении Сорабджи к сочинению музыки. Следующие две пьесы Сорабджи, Benedizione di San Francesco d’Assisi и Symphonia brevis для фортепиано, были написаны в 1973 году, через год после встречи композитора с Хинтоном. Они и положили начало «позднему стилю» Сорабджи. Роберж пишет, что Сорабджи, завершив первую часть Symphonia brevis, «почувствовал, что она открыла для него новые горизонты и была его наиболее зрелой работой, в которой он сделал то, чего никогда раньше не делал». Сорабджи сказал, что его поздние работы были «сделаны как <…> пальто <…> от которого невозможно отделить нити без ущерба согласованности музыки». За несколько лет до творческого перерыва Сорабджи также писал короткие «афористические фрагменты», некоторые из них длились всего несколько секунд.
Ближе к концу своей жизни Сорабджи также пытался освоить новые духовые и ударные инструменты и написал для них несколько произведений: например, Fantasiettina atematica для гобоя, флейты и кларнета (1981) и колокольный хорал для карильона (1962). Последним произведением Сорабджи крупной формы стал полуторачасовой Opus secretum (1980), а последним сочинением как таковым стала Passeggiata arlecchinesca (1982).

### Предшественники и авторитеты

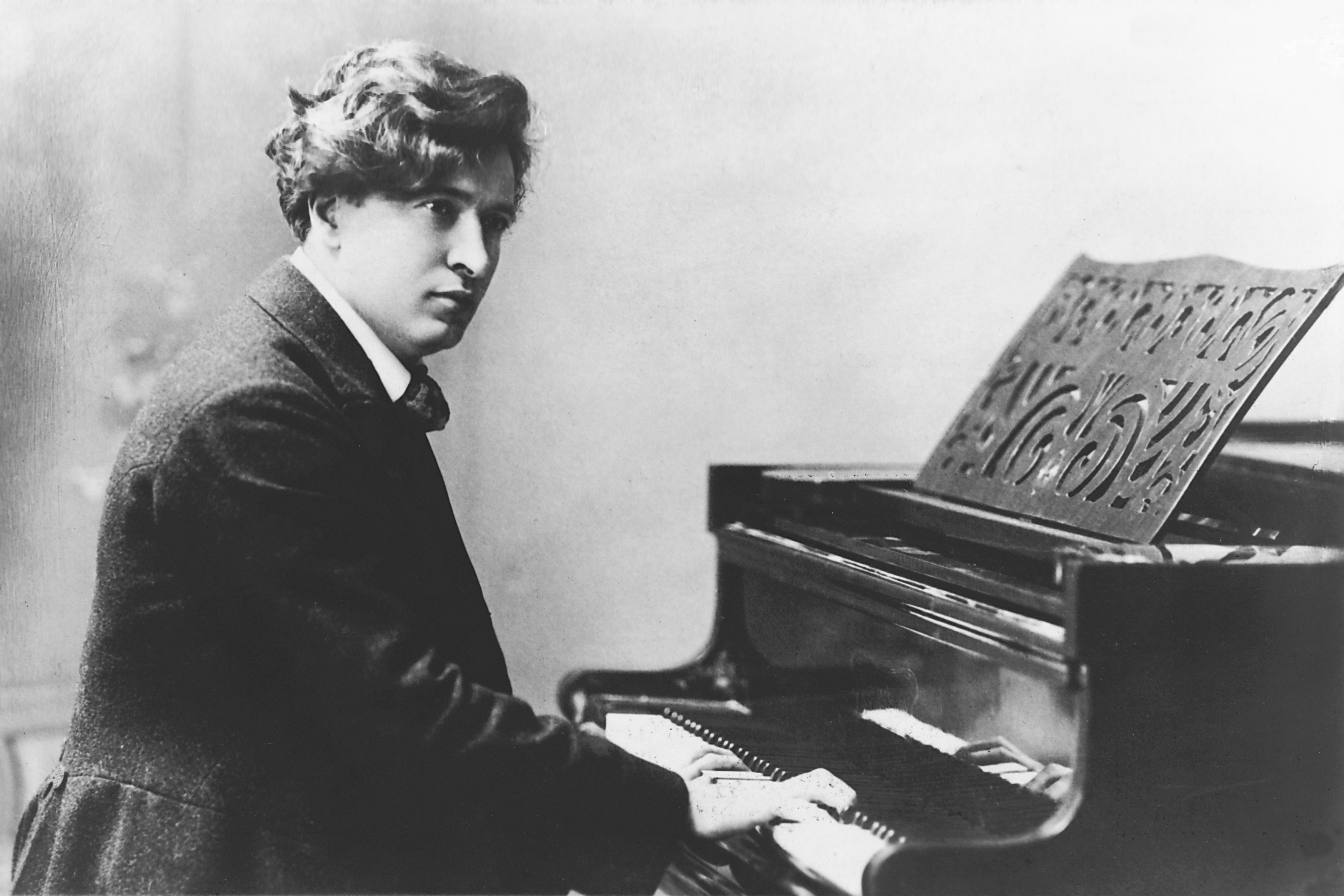
Ферруччо Бузони, оказавший сильное влияние на творчество Сорабджи

Сорабджи обожал музыку Сирила Скотта, Мориса Равеля, Лео Орнштейна и особенно Александра Скрябина. Позже композитор стал более критически относиться к Скрябину и, после встречи с Бузони в 1919 году, был впечатлён музыкой последнего. На более поздние работы Кайхосру также оказали значительное влияние стиль Шарля Валантена Алькана и Леопольда Годовски, использование контрапункта Максом Регером и импрессионистская гармония Клода Дебюсси и Карела Шимановского. В произведениях Сорабджи часто имеются отсылки к известным композиторам, в том числе в его Шестой симфонии для фортепиано и Циклической последовательности, которые содержат разделы, названные «Quasi Alkan» и «Quasi Debussy» соответственно.
Индийская культура также частично повлияла на Сорабджи. По словам Хаберманна, это проявляется в очень гибких, нерегулярных ритмических узорах и в обилии орнаментов. Сорабджи писал в 1960 году, что он никогда не стремился смешивать восточную и западную музыку. Хотя композитор в целом довольно хорошо относился к восточной музыке, он критиковал её за отсутствие тематической разработки. Основным источником вдохновения Сорабджи была персидская литература, и это особенно проявляется в его ноктюрнах.
Сорабджи, который утверждал, что имеет испано-сицилийское происхождение, сочинял произведения а-ля Южная Европа, например Fantasia ispanica, Rosario d’arabeschi и Passeggiata veneziana. На эти произведения оказала влияние элегия Бузони № 2 «In modo napolitano», а также музыка испанских композиторов Исаака Альбениса и Энрике Гранадоса.

### Гармония и контрапункт

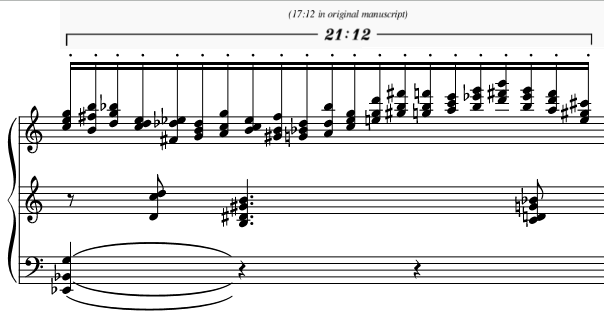
Отрывок из Шестой фортепианной симфонии

«Предшественником» контрапункта Сорабджи можно назвать контрапункт Бузони и Регера. Его использование часто контрастирует с более импровизационным написанием его фантазий и ноктюрнов, которые из-за их нетематического строения критики назвали «статичными». Абрахамс описывает контрапункт Сорабджи как построенный на «самоорганизующихся» и атематических формах, которые можно расширять и совершенствовать по мере необходимости. Хотя Сорабджи писал пьесы стандартных или даже минимальных размеров, он более известен его крупнейшими работами. Их исполнение требует навыков и выносливости, недоступной большинству пианистов. Роберж так описывает Сорабджи: «[возможно] самый обширный из всех композиторов двадцатого века, ведь если все его работы сыграют на одном концерте, то он продлится 160 часов».
Гармонический язык Сорабджи часто сочетает в себе тональные и атональные элементы. В нём часто встречаются тритоны и полутоны. Несмотря на использование композитором интервалов, традиционно считающихся резкими и диссонирующими, было отмечено, что его сочинения редко содержат напряжение, получаемое в результате сильного диссонанса. Сорабджи добивается этого, используя аккорды, играющиеся в различных регистрах. Повторяющиеся ноты в нижних регистрах смягчают диссонансы в верхних тонах. Сорабджи в основном использует нефункциональную гармонию, которая придаёт гибкость его гармоническому языку и помогает оправдать наложение мелодий друг на друга.

### Композиционный процесс
Из-за уединения Сорабджи мало что известно о его композиционном процессе. Согласно ранним рассказам Уорлока, Сорабджи никогда не пересматривал и не перепроверял свои работы. Некоторые считают, что Сорабджи не писал музыку как таковую, а просто рисовал ноты, ― и приводят в доказательство слова Уорлока. Это утверждение обычно считается сомнительным и противоречит утверждениям самого Сорабджи (а также некоторым его музыкальным рукописям). В 1950-х годах Сорабджи заявил, что он задумывает общий план произведения заранее. Вычеркнутые отрывки произведений у Сорабджи чаще всего встречаются в ранних работах. Некоторые утверждали, что Сорабджи использовал йогу для сбора «творческой энергии», хотя на самом деле она помогла ему регулировать свои мысли и достичь самодисциплины. Сорабджи принадлежит одно противоречивое утверждение: «Композиция меня расслабляет: я часто заканчиваю работы с головными болями, и из-за этого у меня иногда бывают бессонные ночи».
Необычные черты музыки Сорабджи привели к нехватке интерпретирующих указаний, относительному отсутствию размеров (за исключением его аранжировок, а также камерных и оркестровых работ) и несистематическому использованию тактовых линий. Сорабджи писал очень быстро. Хинтон заметил связь между темпом композиции и речью Сорабджи, сказав, что «[Сорабджи] всегда говорил со скоростью, почти слишком большой для разборчивости». Стивенсон заметил: «Одно предложение у Сорабджи может звучать на двух или трёх языках». Почерк Сорабджи, особенно после того, как он начал страдать ревматизмом, было трудно разобрать. Когда в одном из журналов написали статью Сорабджи, композитор стал жаловаться на ошибки в тексте этой статьи. Редактор журнала ответил: «Если г-н Сорабджи в будущем будет отправлять свои письма машинописным текстом, а не трудноразбираемым почерком, мы обещаем публиковать его статьи без единой опечатки».

### Личность Сорабджи с точки зрения музыки

#### Сорабджи как исполнитель
В 1920-е и 1930-е годы, когда он исполнял свои произведения на публике, его фортепианная техника вызвала серьёзные споры. В то же время его ближайшие друзья называли его первоклассным исполнителем. Роберж говорит, что Сорабджи был «далёк от безупречного виртуоза в обычном смысле этого слова». Позже Сорабджи стал неохотным исполнителем и боролся с давлением публичных выступлений. Когда к нему обращались с просьбой сыграть свои сочинения, он заявлял, что не является пианистом, и всегда отдаёт предпочтение композиции. С 1939 года Сорабджи перестал заниматься игрой на фортепиано.

#### Сорабджи как фортепианный композитор

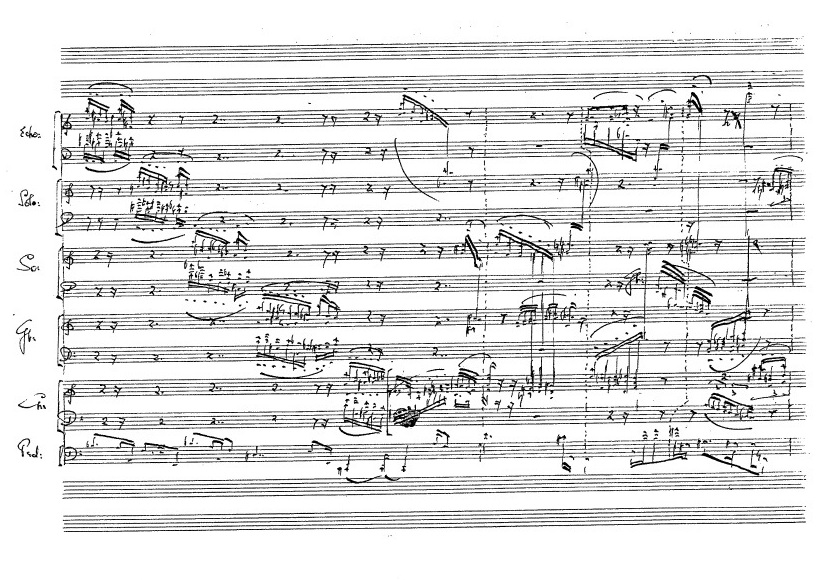
Страница 124 Органной симфонии № 3 Сорабджи, партия органа записана на 11 нотоносцах

Большинство произведений Сорабджи написаны для фортепиано или содержат важную фортепианную партию. На композиционную деятельность Сорабджи оказали влияние такие композиторы, как Лист и Бузони. Полифония, полиритм и полидинамика привели к использованию в записи музыки большого количества нотоносцев; самое большое их количество появляется на странице 124 Органной симфонии № 3 ― 11 нотоносцев.
Фортепианное письмо Сорабджи было оценено многими критиками за его разнообразие и понимание композитором звучности фортепиано. Вообще, Сорабджи сравнивал свои опусы с вокальными произведениями. Один раз он назвал Opus clavicembalisticum «колоссальной песней», а пианист Джеффри Дуглас Мэдж сравнил музыку Сорабджи с пением бельканто. Сорабджи однажды сказал: «Если композитор не умеет петь, то композитор не умеет сочинять».
Некоторые фортепианные пьесы Сорабджи стремятся имитировать звуки других инструментов, и это видно из обозначений в партитурах, таких как «quasi organo pleno» (как полное звучание органа), «pizzicato» и «quasi tuba con sordino» (как туба с сурдиной). В этом отношении Алькан был ключевым источником вдохновения Сорабджи. Кайхосру восхищался его «Симфонией для фортепиано соло» и «Концертом для фортепиано соло».

#### Сорабджи как органист
Помимо фортепиано, ещё одним клавишным инструментом, который занимает видное место в творчестве Сорабджи, является орган. В крупнейших оркестровых произведениях Сорабджи есть органные партии, но его самый важный вклад в репертуар инструмента ― это три симфонии для органа (1924; 1929-32; 1949-53). Они представляют собой крупномасштабные трёхчастные произведения, которые состоят из нескольких подразделов. Органная симфония № 1 была расценена Сорабджи как начало его композиционной зрелости, а Органную симфонию № 3 он причислил к числу своих самых лучших достижений. Сорабджи считал, что даже лучшие оркестры уступают современному органу, и писал о «тональном великолепии» органов Ливерпульского собора и Королевского Альберт-холла. Органисты были описаны Сорабджи как «[музыканты] более высокого уровня культуры и разума и обладающие более здравым музыкальным суждением, нежели большинство других [музыкантов]».

#### Сорабджи как аранжировщик
Аранжировка и транскрипция произведений была творческим делом для Сорабджи, равно как и для многих композиторов-пианистов, которые его вдохновляли: Сорабджи согласился со мнением Бузони о том, что композиция ― это транскрипция абстрактной идеи. Сорабджи видел аранжировку как способ обогатить и раскрыть идеи, скрытые в пьесе и проявлял это в своих фортепианных пастишах. Самая известная его транскрипция ― виртуозное переложение баховской Хроматической фантазии и фуги ре минор, в предисловии к которой он осуждает тех, кто исполняет Баха на фортепиано без «какой-либо замены в пианистических терминах». Сорабджи сильно похвалил таких исполнителей, как Эгон Петри и Ванда Ландовска ― за вольность исполнения и за их способность понимать намерения композитора, как свои собственные.

## Сорабджи как писатель
Как писатель Сорабджи наиболее известен своей музыкальной критикой. Он присылал свои статьи в английские журналы, посвящённые музыке, такие как The New Age, The New English Weekly, The Musical Times и Musical Opinion. Его труды также затрагивают и немузыкальные вопросы: он критиковал британское правление в Индии и поддерживал контроль над рождаемостью.

### Музыкальная критика

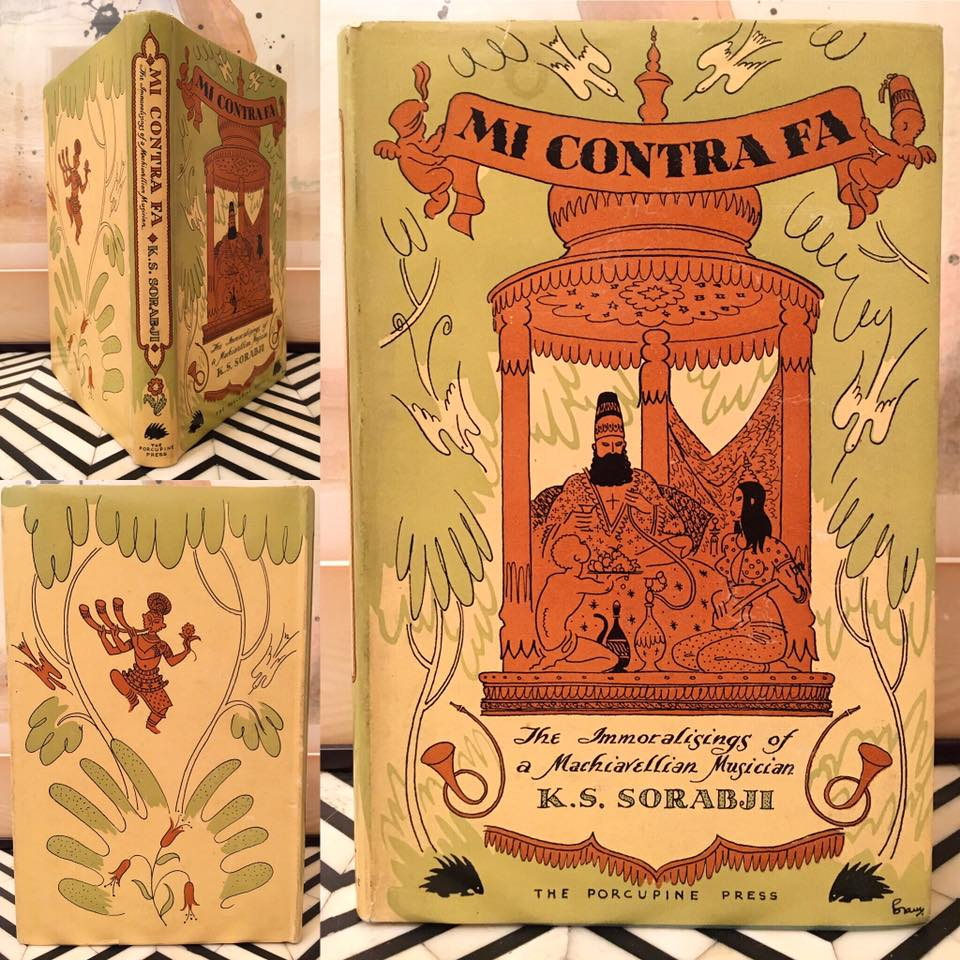
Книга Сорабджи «Ми контра фа»

Сорабджи впервые проявил интерес к карьере музыкального критика в 1914 году, а в 1924 году он начал писать статьи о музыке в The New Age. В то время как ранние статьи Сорабджи отражают презрение к музыкальному миру в целом, то его более поздние статьи, как правило, более подробны и толерантны ко всем музыкальным стилям.
Хотя в юности Сорабджи привлекали прогрессивные направления европейской художественной музыки 1910-х годов, его музыкальные вкусы были по существу консервативными. Он был особенно близок к композиторам позднего романтизма и импрессионизма, таким как Дебюсси, Метнер и Шимановский, и он также уважал композиторов крупномасштабных, тщательно продуманных произведений ― Иоганна Себастьяна Баха, Густава Малера, Антона Брукнера и Макса Регера. Кайхосру положительно отзывался о таких композиторах-пианистах, как Лист, Алькан и Бузони. Сорабджи не любил стиль Игоря Стравинского, Арнольда Шёнберга, Поля Хиндемита и вообще композиторов, делавших упор на ударный ритм. Сорабджи отвергал сериализм и додекафонию, осуждал характер написания партитур у Шёнберга, ненавидел ритмичный характер музыки Стравинского и считал её «слишком брутальной». Кайхосру даже рассматривал неоклассицизм Стравинского как признак недостатка его воображения. Сорабджи также пренебрегал симметрией музыкального произведения, используемой Моцартом и Брамсом, и считал, что у классики «ограничен музыкальный материал, потому что её стиль заставляет произведение подстроиться под готовую форму». Сорабджи первоначально осуждал Габриэля Форе и Дмитрия Шостаковича, но позже стал восхищаться ими.
Самые известные книги Сорабджи ― это сборники эссе «Вокруг музыки» (1932; переиздана в 1979 году) и «Ми контра фа» (1947; переиздана в 1986 году). Оба сборника получили в основном одинаково положительные отзывы, хотя Сорабджи считал последнюю книгу намного лучше. Читатели высоко оценили смелость в выдвижении новых идей у Сорабджи, его опыт и интеллектуальную проницательность, но некоторые считали, что его многословный стиль перечеркнул прочную основу книг. Эти замечания перекликаются с общей критикой его прозы, которую называли напыщенной и в которой разборчивость нарушена очень длинными предложениями и отсутствием запятых. В последнее время сочинения Сорабджи вызвали сильные и серьёзные разногласия: одни считают их глубоко проницательными и просветляющими, а другие ― неудачными. Абрахамс упоминает, что мнения о музыкальной критике Сорабджи были ограничены в основном двумя читателями, и говорит, что большая часть книг ещё не получила серьёзной критики.
Роберж пишет, что Сорабджи «мог бесконечно восхвалять некоторых современных британских композиторов, особенно когда знал их лично, и мог разрывать их музыку на куски очень резкими и легкомысленными комментариями, которые в наши дни подвергнут его насмешкам»; также Роберж добавил, что «Сорабджи смог рассказать о ряде композиторов-футуристов, когда они были в значительной степени неизвестны или неправильно поняты публикой». В некоторых случаях композитор был положительно оценён за продвижение их музыки: он стал одним из почётных вице-президентов Общества Алькана в 1979 году, а в 1982 году польское правительство наградило его медалью за поддержку творчества Шимановского.

### Тексты о музыке
- Around Music. London: Unicorn Press, 1932
- Mi contra fa: The Immoralisings of a Machiavellian Musician. London: Porcupine Press, 1947
- The Validity of the Aristocratic Principle. London: Luzac and Company, 1947
- The Greatness of Medtner. London: Dennis Dobson, 1955

## Сорабджи в России
Первое исполнение Сорабджи в России состоялось 17 марта 2005 в Музее музыки в Шереметевском дворце Санкт-Петербурга был исполнен его Opus СӀаvicembalisticum (фортепиано — Джонатан Пауэлл, Великобритания). 28 ноября 2007 года также в Петербурге и также Пауэллом на фестивале английской музыки была исполнена его Соната № 1 для фортепиано.

## Наследие

### Критика
Музыка и личность Сорабджи вызывали как похвалу, так и осуждение критиков, последнее часто касается длины некоторых из его работ. Хью МакДиармид причислил Кайхосру к одному из трёх величайших умов Великобритании, а композитор и дирижёр Мервин Викарс считал, что Сорабджи «обладал одним из лучших умов со времён да Винчи». В 1937 г. один критик написал: «не слушайте его сочинения, не понимая по-настоящему уникальной сложности ума и музыки Сорабджи».
Пианист и композитор Джонатан Пауэлл пишет о «необычной способности Сорабджи сочетать разрозненное и создавать удивительную согласованность». Абрахамс считает, что музыкальное творчество Сорабджи демонстрирует огромное «разнообразие и воображение» композитора, и называет его «одним из немногих композиторов, способных развить уникальный личный стиль и использовать его свободно в любом масштабе, который он выберет». Органист Кевин Бойер ставит органные произведения Сорабджи (наряду с произведениями Мессиана) в топ «Гениальных произведений двадцатого века».
В то время как некоторые сравнивают Сорабджи с такими композиторами, как Бах, Бетховен, Шопен и Мессиан, другие не считают его композитором..
Так, музыкальный критик Эндрю Клементс называет Сорабджи «просто очередным английским эксцентриком 20-го века <…> чей талант никогда не соответствовал [его] музыкальным достижениям». Пианист Джон Белл Янг назвал музыку Сорабджи «бойким репертуаром» для «бойких» исполнителей. Музыковед и критик Макс Харрисон в рецензии на книгу М. Рапопорта о творчестве Сорабджи также отрицательно писал о его сочинениях, игре на фортепиано, книгах и личном поведении, говоря, что «на него [Сорабджи] всем было плевать, кроме нескольких близких друзей». Ещё одна оценка была предложена музыкальным критиком Питером Дж. Рабиновичем, который, слушая записанные Хаберманном произведения Сорабджи в 2015 году, написал, что они «могут дать ключ к разгадке странностей Сорабджи». Рабинович говорит, что «трудно не быть очарованным и даже загипнотизированным явной роскошью [его] ноктюрнов» и восхваляет «угловатую, непредсказуемую, электрически потрескивающую, но в то же время драматичную музыку». Тот же Рабинович утверждает: «…понимание сочинений Сорабджи затрудняется тем, что он [стиль Сорабджи] демонстративно избегает традиций музыки <…> которыми устанавливаются строгие композиционные формы».
Роберж говорит, что Сорабджи «так и не смог понять <…> что негативная критика является частью <…> жизни человека, и что люди, которые могут чувствовать его музыку, действительно существуют, хотя их иногда бывает трудно найти». Отсутствие у Сорабджи взаимодействия с основным музыкальным миром подвергалось критике даже со стороны его поклонников. В сентябре 1988 года, после продолжительных разговоров с композитором, Хинтон (его единственный наследник) основал Архив Сорабджи, чтобы распространять знания о наследии Сорабджи. Его рукописи находятся в разных местах по всему миру, а самая большая их коллекция хранится в Базеле (Швейцария). Хотя большая часть его музыки до начала 2000-х годов оставалась только в рукописной форме, с тех пор интерес к ней вырос, и его фортепианные произведения хорошо предоставляются современными изданиями. Знаменательные события в открытии музыки Сорабджи — это исполнение Opus clavicembalisticum Мэджем и Джоном Огдоном (1989), а также запись Пауэллом «Циклической последовательности». Первые издания многих фортепианных сочинений Сорабджи были сделаны Пауэллом и пианистом Александром Аберкромби, а три органные симфонии были отредактированы Бойером.

### Преемники
Сорабджи в основном описывают как консервативного музыканта, который разработал свой собственный стиль, сочетающий в себе влияния абсолютно разных композиторов. Однако восприятие его музыки и реакция на неё с годами эволюционировали. Его ранние, часто модернистские работы были встречены в основном с непониманием: в одной из книг 1922 года говорилось, что «по сравнению с господином Сорабджи, Арнольд Шёнберг — это просто Бах». Композитор Луи Сагер, выступавший в Дармштадте в 1949 году, упомянул Сорабджи как представителя музыкального авангарда, которого мало кто сможет понять. Абрахамс пишет, что Сорабджи «начал свою композиторскую карьеру, опережая время, а закончил её явно старомодно», но добавляет, что «даже сейчас старомодное мировоззрение Сорабджи иногда остаётся несколько загадочным».
Между Сорабджи и более поздними композиторами были выявлены различные влияния. Уллен предполагает, что «100 трансцендентальных этюдов» повлияли на стиль фортепианной музыки Дьёрдя Лигети. Роберж сравнивает начало оркестровой пьесы Сорабджи «Chaleur — Poème» (1916-17) с микрополифонической текстурой оркестровых произведений того же Лигети, а Пауэлл отмечает использование метрической модуляции в «Циклической последовательности» (1948-49), которая была придумана примерно в то же время и независимо от Эллиота Картера, который также применил эту технику. Гармония Сорабджи была описана как предвосхищение музыки Мессиана и Штокхаузена. Слияние в произведениях Сорабджи тональности и атональности также было названо важным музыкальным нововведением.
Марк-Андре Амлен в 1989 году написал прелюдию к своей фортепианной симфонии и посвятил её Сорабджи.

## Комментарии
1. ↑  Композитор экспериментировал с различными формами своего имени, остановившись на Кайхосру Шапурджи Сорабджи только в 1934 году.[34] В письме 1975 года он предложил следующую информацию о произношении: «Кайхосру» с ударением на первый слог; «ай» открытое и длинное. «Шапурджи» с ударением на первый слог, «а» закрытое, «у» длинное. Фамилия «Сорабджи» вообще должна также иметь ударение на первом слоге, но англоговорящие люди, похоже, имеют врождённую склонность ставить его на второй, поэтому я разрешаю подобный вариант произношения.[35]
2. ↑  Друг Сорабджи Эдвард Кларк Эшуорт, присутствовавший на концерте, назвал выступление Тобина «механическим» и сказал, что исполнитель очень медленно сыграл фугу, практически читая её с листа.[42]
3. ↑  В решении суда также говорилось, что отец Сорабджи ещё в 1880-х годах женился на индианке, дата смерти которой неизвестна.
4. ↑  Сначала эти рукописи «должны были идти в общество Нормана Пьера Жантье или, по крайней мере, в Библиотеку Конгресса» (это известно из одного документа 1963 года).
5. ↑  Болезни преследовали Сорабджи на протяжении всей своей жизни: в детском возрасте он сломал ногу; после поездок в Индию переживал малярию; в 1976 году ему был поставлен диагноз ишиас, из-за которого он не мог ходить и иногда оставался прикованным к креслу. Ближе к концу жизни Сорабджи был искалечен артритом. Он предпочитал врачам своего физиотерапевта и интересовался альтернативной медициной и духовным исцелением. Он экспериментировал с лечебными травами и продуктами, отпускаемыми без рецепта, и практиковал еженедельное однодневное голодание и ежегодное однонедельное голодание в течение многих лет.
6. ↑  Кольцо Сорабджи, как было определено экспертами из Музея Виктории и Альберта, было сделано в 1914 году в Лондоне фирмой Paton&Co.
7. ↑  Единственная же ранняя пьеса Сорабджи, имеющая предисловие, ― это «Chaleur-Poème» (1916).
8. ↑  Только Фортепианные симфонии №3 и №5 отклоняются от этой модели. Вообще, в фугах Сорабджи много отличительных черт. Например, они могут содержать до шести тем, а с введением новой темы иногда меняется количество голосов. В частности, в более ранних фугах развивается не только сюжет, но и контрсюжет.
9. ↑  Сорабджи неоднократно менял своё мнение о музыке Скрябина. Например, в 1934 году он заявил, что ей не хватает тематической разработки, но позже Кайхосру стал восхищаться и снова вдохновляться им.
10. ↑  Оркестровые произведения Сорабджи, в свою очередь, резко критиковали.
11. ↑  Комментарий об органах был добавлен Сорабджи к предисловию Органной симфонии №3 только в 1950 году.
12. ↑  Большинство рукописей Сорабджи, находящихся в Базеле, были приобретены Paul Sacher Stiftung только в 1994 году.